# Marcinelle
Marcinelle (en wallon : Mårcinele) est une section de la ville belge de Charleroi, située en Wallonie dans la province de Hainaut.
C'était une commune à part entière avant la fusion des communes de 1977.
Le 8 août 1956, un incendie se déclara au charbonnage du Bois du Cazier, causa la mort de 262 mineurs.

## Étymologie
Partie la plus petite de Marchienne. Le mot Marchienne signifie soit domaine de Marcius (nom gallo-romain), soit terres aux limites (du latin marca, via le germain marka et l'ancien français marche).

## Géographie
Marcinelle est la deuxième plus grande section de Charleroi en nombre d'habitants (derrière Jumet). Sa partie nord-ouest est essentiellement industrielle et abrite des industries lourdes (sidérurgie, électricité lourde), la partie sud-est étant plus résidentielle, voire verdoyante et cossue. Cette dernière accueille le Centre de délassement de Marcinelle.
Marcinelle se situe légèrement au nord de la « Faille du midi » qui court du nord de la France à Liège presque à l'horizontale. Le sous-sol de de Marcinelle est constitué d'une variété de composants comportant des gisements de houille.
Le territoire de la commune représente un rectangle allongé mesurant 6 km 500 de Marchienne-Est à Nalinnes, et de 2 km 500 de Marchienne-Est à Couillet-Blanchisserie.

### Limites
Marcinelle est bornée au nord, par la Sambre qui la sépare des communes de Dampremy, de Charleroi et de Montignies-sur-Sambre ; à l'est, par les communes de Couillet, Loverval et Nalinnes ; au sud, par Nalinnes et Jamioulx, et à l'ouest, par Mont-sur-Marchienne et Marchienne-au-Pont.

### Morphologie urbaine

#### Quartiers
- La Villette[Note 1]. Au XIIe siècle, la partie nord-ouest de Marcinelle était très peu habitée et composée en grande partie de marécages. Elle englobait toute la zone ouest de l'actuelle gare de Charleroi-Sud jusqu'à la Sambre (actuel Boulevard Joseph Tirou). La chaussée de Mont-sur-Marchienne (aujourd'hui Avenue Pastur) ne fut tracée qu'en 1840, et la Chapelle Beausart, dédiée à saint Roch, était la seule construction située au nord de la rue Jules Bordet, alors appelée rue Chapelle Beausart, à environ trente mètres de l'actuelle grand-route. Vers 1860, Michel Leclercq, propriétaire d'un café à mi-côte de l'avenue Pastur (nos 125-127), donna le nom de « Villette » à son débit de boissons. La paroisse fut fondée en 1899 sous l'impulsion d'un vicaire de la paroisse-mère Saint-Martin, Monsieur l'abbé Deventer, qui devint curé-fondateur. Elle fut placée sous le patronage de Notre-Dame des Sept Douleurs[6].
- Marcinelle-Centre.
- Le XII ou Marcinelle-XII. Le no XII tire son origine des douze puits creusés en 1865 par les charbonnages de Marcinelle-Nord[7]. Aujourd'hui il y a des grandes surfaces sur le site de l'ancien puits.
- Hauchies. Le hameau des Hauchies s'est formé au début du XIXe siècle, comme La Tombe, à l'intersection des anciens chemins de La Tombe, Destrée et Huart-Chapel. C'est dans ce quartier que Paul-François Huart-Chapel a construit, en 1823, l'usine des Hauchies, équipée de plusieurs fours à puddler, de laminoirs, d'une fonderie, et d'un marteau, le tout actionné par la première machine à vapeur utilisée en métallurgie dans la région de Charleroi. En septembre 1827, le premier haut fourneau au coke du pays, rattaché à l'usine, a produit sa première coulée de fonte de moulage. Les terrains et le château abritant les usines d'énergie appartenaient au Prince-Évêque[8].Vue aérienne du quartier des Bruyères à Marcinelle et une partie du village de Jamioulx.

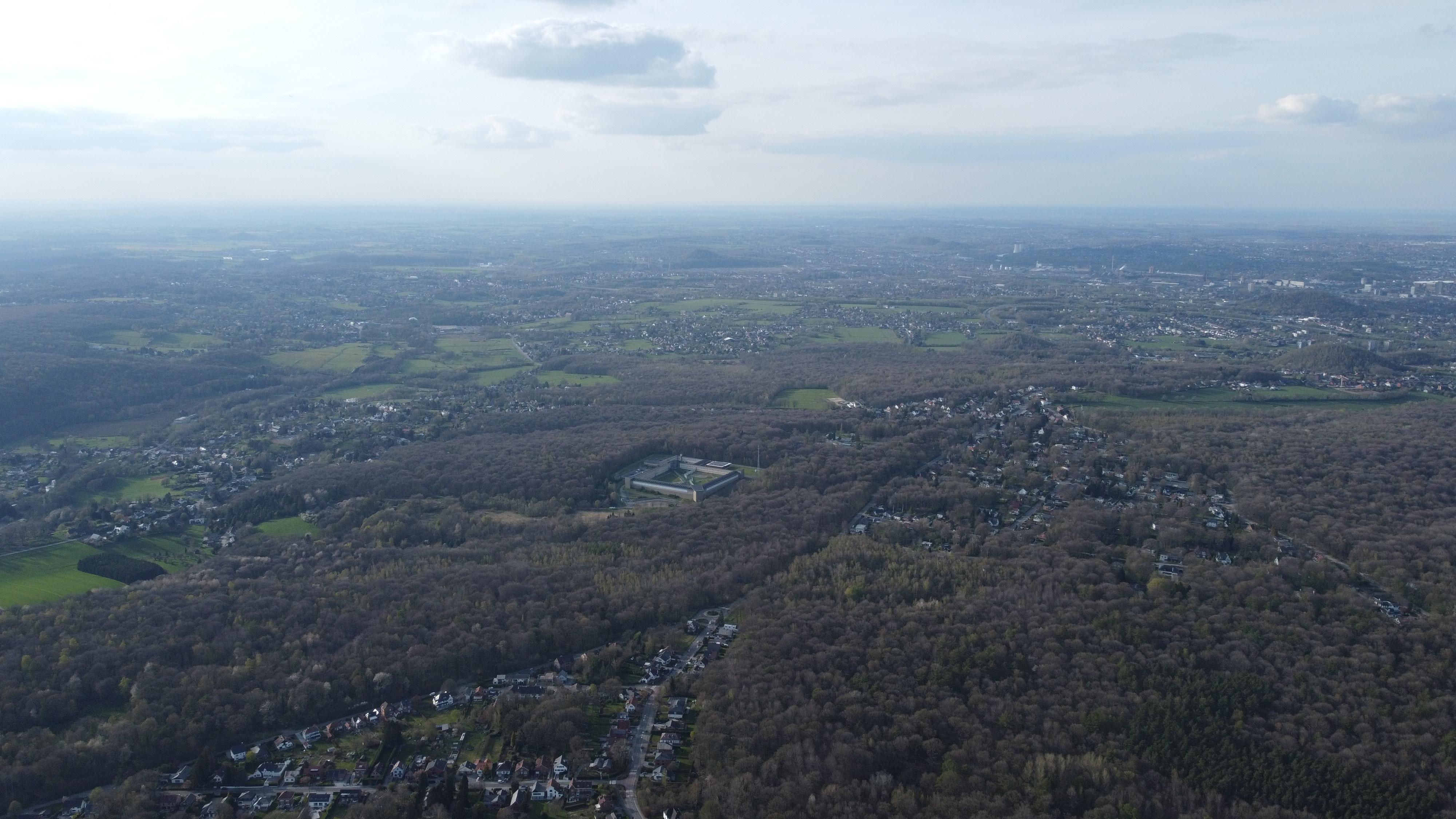
Vue aérienne du quartier des Bruyères à Marcinelle et une partie du village de Jamioulx.

- La Bruyère. Le quartier de la Bruyère est un plateau sablonneux de 20 hectares, perché au point culminant de la commune. Il doit son nom aux bruyères qui l'ornent depuis des temps immémoriaux[8]. Quartier qui se situe au sud de Marcinelle, un sanatorium avait été construit en 1929. Aujourd'hui le bâtiment a été démoli pour cause de vétusté, un nouveau bâtiment a été construit et sert maintenant une résidence pour personnes âgées[Note 2].
- Les Haies. D'origine médiévale, le hameau de Marcinelle-Haies est né de la volonté d'un seigneur de défricher la forêt pour y établir une « ville neuve ». Les lieux seraient restés agricoles si, au milieu du XIXe siècle, l'exploitation de la houille, d'abord dans des cayats puis dans des fosses de plus en plus profondes, n'avait changé la donne. Dès 1860, la demande croissante de main-d'œuvre pour le charbonnage du Bois du Cazier a fortement contribué au peuplement du hameau. En 1863, la construction d'une école communale fut décidée, suivie en 1869 par l'implantation d'une église, accompagnée d'une école libre et du presbytère[9].
- Sart-Saint-Nicolas.
- Cherbois. Le hameau du Cherbois, autrefois connu sous le nom des Trieux, est une localité datant des premiers temps de Marcinelle[10].
- La Tombe. Ce nom provient à l'origine d'un tumulus gallo-romain. Ce tumulus se trouve à la cote 160, à l'intersection des plus anciens chemins de Marcinelle. Dès le XVIIIe siècle, quelques modestes habitations et une ferme étaient déjà présentes à ce croisement[11].
- Hublinbu.

#### Cités

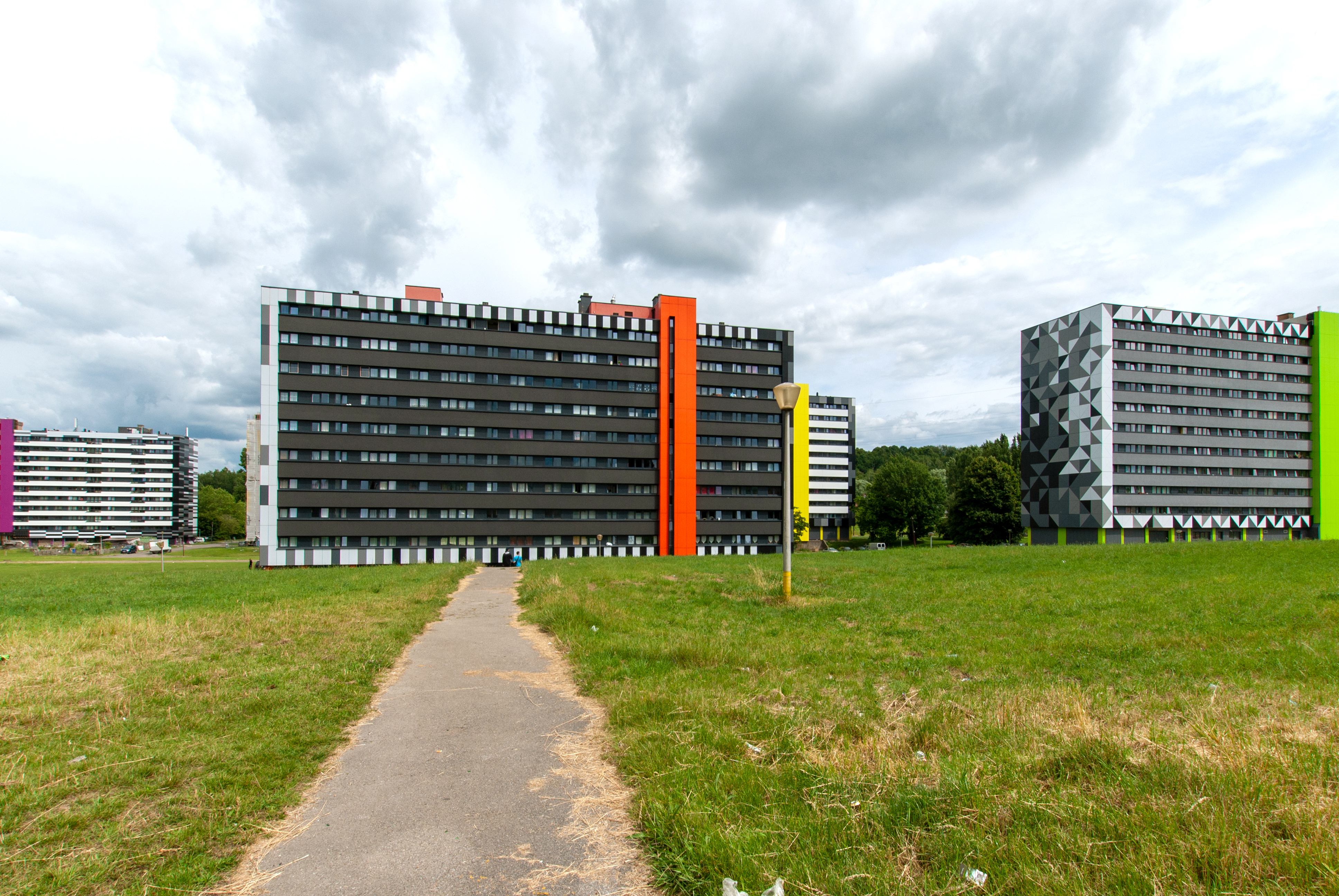
La cité-parc.

- La cité-parc.La cité-parc.
- Cité de l'Enfance.
- Cité Empain.
- Cité de la CECA

#### Lieux-dits
- Bierchamps.
- Le Bois Planté.
- Lagrange.
- La Ferme Bal.
- Le Champ de Courses.
- Les Glacières.
- Le Beau Site.
- Belle-Vue.

### Hydrographie

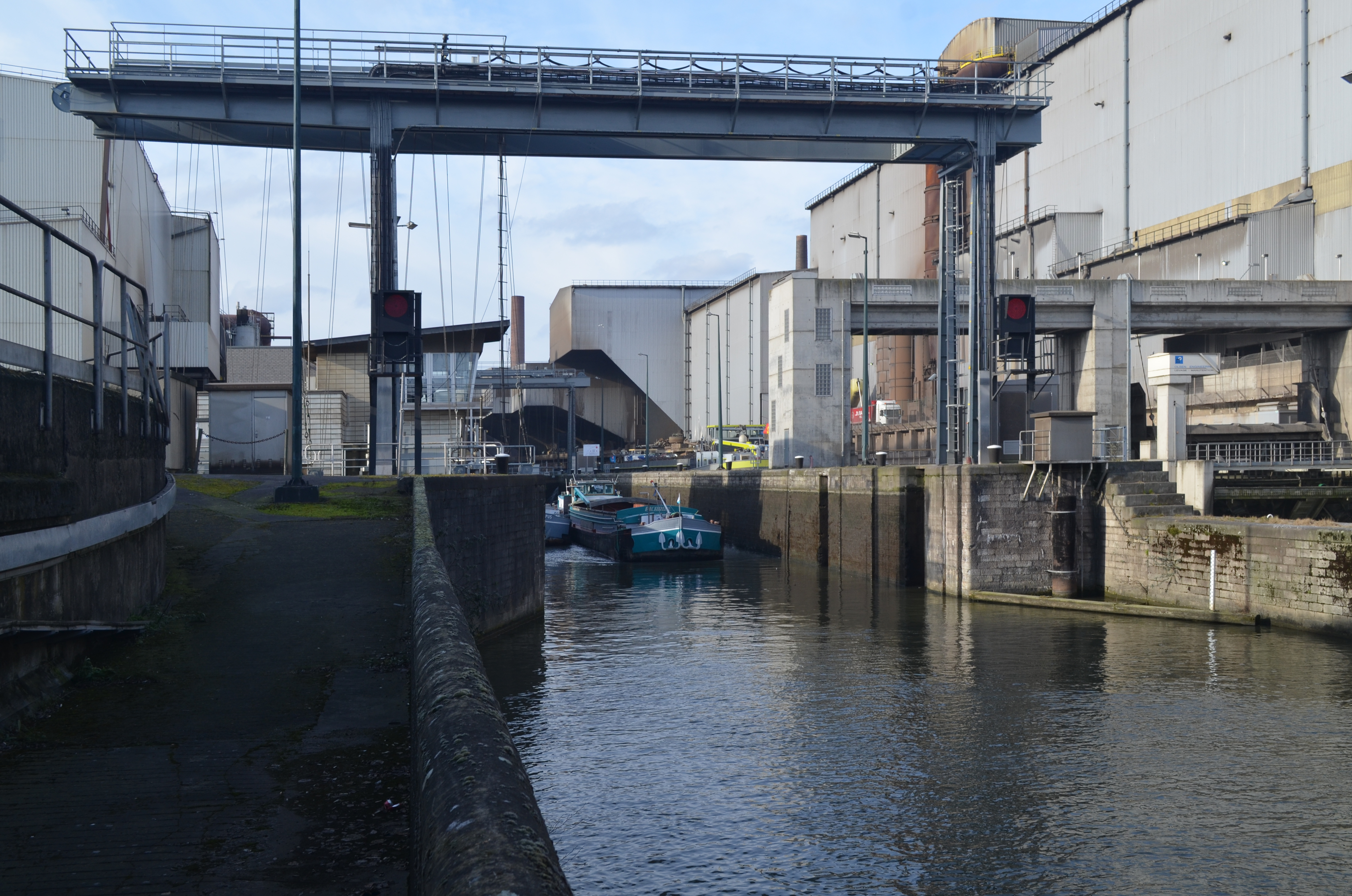
Barrage-écluse n° 11 de la Sambre à Marcinelle.

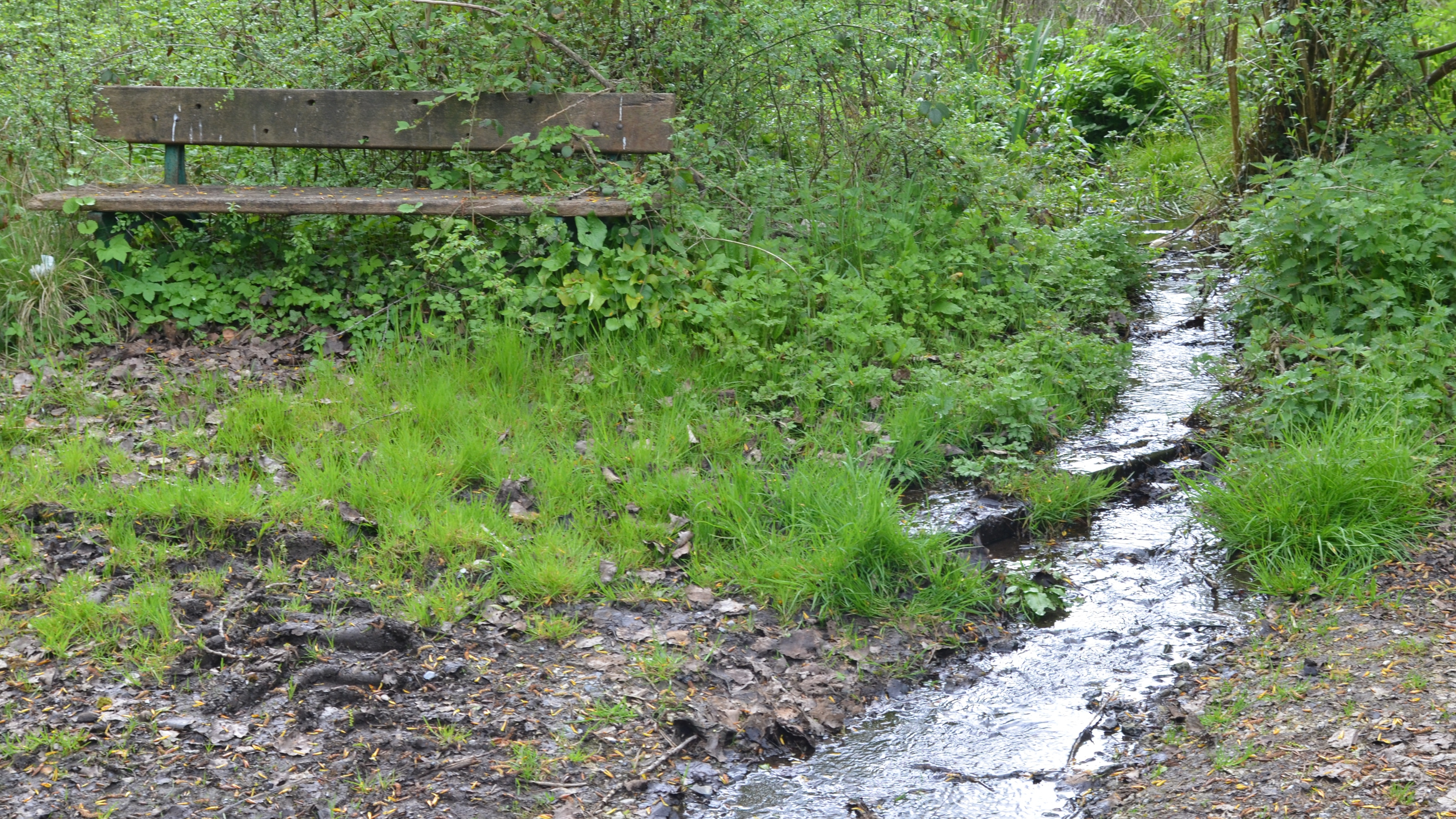
Vallon du ruisseau de la Fontaine-qui-bout.

- Vallon du ruisseau de la Fontaine-qui-bout.Marcinelle est bordée au nord par la Sambre. La Sambre quitte Marchienne pour entrer sur le territoire de Marcinelle, à la limite ouest des vastes usines de Thy-Marcinelle[Note 3]. Avant la construction du chemin de fer reliant Braine-le-Comte à Charleroi en 1843, le ruisseau du Maheury marquait ici la frontière entre les deux communes. Après avoir longé sur près d'un kilomètre les vastes installations mentionnées, la rivière passe devant l'ancienne chaîneterie, partiellement enfouie en raison des affaissements de terrain causés par les activités minières, et atteint rapidement la nouvelle écluse. Située à Marcinelle, en amont du pont de Louvain, cette écluse mesure 110 mètres de long sur 12,50 mètres de large, avec un mouillage minimum de 3 mètres. À titre de comparaison, l'ancienne écluse mesurait 42 mètres de long, 5,20 mètres de large et avait un mouillage de 2 mètres. La nouvelle écluse permet le passage d'un remorqueur tirant deux bateaux de 600 tonnes et deux de 300 tonnes en une seule manœuvre. Mise en service après l'interruption de la navigation sur les biefs 12 et 13, en aval de l'écluse de Charleroi, elle a permis la démolition de l'ancienne écluse et l'approfondissement des passes sous les ponts de la gare et de la prison[Note 4],[12].
- Le ruisseau de la Fontaine qui bout prend sa source à l'angle formé par le chemin du Noir Chien et le sentier du Sart Saint-Nicolas[13].
- Le ruisseau du Bois du Prince prend sa source à l'extrême sud de la commune, dans une vaste dépression sablonneuse recouverte d'un tapis de fougères.
- Ruisseau du Fond des Haies.
- Le ruisseau de l'Orgère prenait sa source dans la prairie adjacente à la ferme de l'Orgère[13].
- Ry Oursel.

### Bois
- Bois du Prince.

### Terrils
Les terrils de Marcinelle sont ceux du Saint-Charles no 2 (240 m), du Siège Saint-Charles (172 m), du Cerisier (212 m), des Hauchies (213 m) et des Hiercheuses (220 m).

## Démographie
| 1801 | 1846  | 1900   | 1947   | 1977   | 2001   |
| ---- | ----- | ------ | ------ | ------ | ------ |
| 699  | 2 103 | 14 234 | 23 091 | 26 295 | 23 094 |

## Histoire

### Préhistoire
À la préhistoire, selon un rapport du Musée Archéologique de Charleroi, des traces de l'homme préhistorique ont été découvertes sur le plateau de La Bruyère, à l'angle des rues de Jamioulx et de Nalinnes. Un silex utilisé par les anciens habitants de La Bruyère a été importé, car aucune source locale de silex brut n'a été trouvée lors des recherches menées par MM. Debaille, Wattiez, Larbalestrier et Deprez. Le sous-sol ne contient que du grès calcaire.
À cette époque, tandis que les premiers habitants de Marcinelle taillaient le silex sur le plateau de la Bruyère, les bois couvraient la commune jusqu'au Tombois et les contreforts des collines qui se terminaient au lit élargi de la Sambre. Celle-ci s'étendait alors sur une largeur de 200 à 300 mètres, enveloppant les prairies basses qui reliaient Marcinelle à Couillet. 
Au Paléolithique supérieur, la mer recouvrait les Flandres, la Campine et le plateau de la Bruyère. Le recul de la mer dans ses limites actuelles et l'adoucissement du climat marquent la fin de l'époque quaternaire et des temps géologiques. De nombreux progrès marquent l'époque du Néolithique qui débute alors : les armes et outils en pierre sont désormais polis, et les mines de silex sont exploitées à grande échelle. En Hesbaye et sur le plateau de La Bruyère, les habitants vivaient généralement dans des huttes en torchis.

### Antiquité

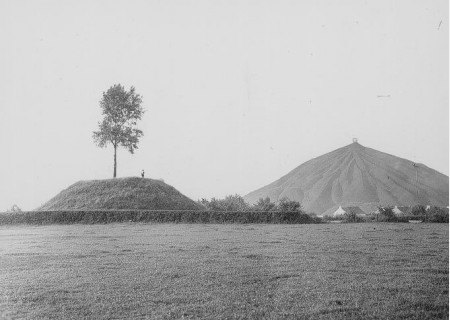
Le tumulus de Marcinelle atteste une présence gallo-romaine.

Entre 1836 et 1937, le tumulus belgo-romain connu sous le nom de « La Tombe » a été exploré par son propriétaire, Huart-Chapel, mais les résultats de ces recherches n'ont pas été enregistrés. Il a été à nouveau fouillé en 1864 par A. Cantor, et ces fouilles ont permis de dater l'origine du tumulus à la fin de la période romaine. De nombreux objets ont été découverts : des fragments d’un vase en verre bleuâtre, un coffret en bois avec des charnières en cuivre, des ossements humains accompagnés de cendres, une lampe funéraire en bronze, des objets en fer, ainsi que des tessons d’urnes et de vases, entre autres.
Perché sur une hauteur, le tumulus se trouve à l'intersection des chemins les plus anciens de Marcinelle. Le peuplier mentionné dans le rapport de 1864 a été arraché par l'ouragan qui a ravagé la région le 12 mars 1876. Celui qu'on planta peu après fut scié par les soldats français le 22 août 1914, qui creusèrent en haut du tumulus une tranchée semi-circulaire dont la convexité était tournée vers la Sambre. Un autre peuplier fut planté le 20 août 1920.

### Moyen Âge
Au début du Ve siècle, les Francs-Ripuaires s'établissent dans les Ardennes jusqu'à la Meuse, et vers la fin de ce siècle, ils occupent la rive droite de la Sambre. Ils ont laissé des traces de leur séjour à travers les vestiges d'un cimetière situé au lieu-dit Tombois. Cette nécropole, située à l'angle de la rue du Bierchamps et de la rue des Francs, est constituée d'un terrain rocailleux, incliné vers le nord. En 1871, des fouilles ont été entreprises et ont mis au jour une grande quantité d'objets, parmi lesquels : des plaques de ceinturon en bronze plaqué d'argent avec grenat incrusté ; des vases funéraires en terre grise et noire ; des bracelets en bronze ; une tirelire en terre cuite ; une lance et un scramasaxe, etc..
Les Francs, jusqu'à la fin de leur domination, ne maîtrisaient pas l'art de construire. Ils remplacèrent les confortables villas des Belgo-Romains, qu'ils avaient détruites, par de simples habitations ou huttes faites de matériaux légers. C'est pourquoi aucune de ces constructions n'a subsisté.
Marcinelle aurait autrefois été un fisc royal rattaché à Marchienne-au-Pont, que l'empereur Louis le Débonnaire accorda en 840, avec Pont-de-Loup (Fonderloo), à Ekkard, l’un de ses seigneurs. Pont-de-Loup englobait à l'époque les territoires de Châtelet, Pironchamps et Bouffioulx, formant un domaine. Marchienne, Mont-sur-Marchienne, Marcinelle et Couillet constituaient un autre domaine. Les deux domaines appartenaient au leude (seigneur) Ekkard et jouxtaient la station de Couillet-Montigny.
Un peu plus tard, Marcinelle devint une propriété de l'abbaye de Lobbes. Elle fut donnée, en même temps que cette dernière, aux princes-évêques de Liège par Arnould de Carinthie, roi de Germanie, le 15 novembre 889. Le chapitre de Saint-Lambert, devenu propriétaire de la seigneurie, confia ensuite l'avouerie aux sires de Loverval. À partir de ce moment, Marcinelle fit partie intégrante de la principauté de Liège, partageant son destin jusqu'au 20 juillet 1794, date à laquelle le gouvernement épiscopal-princier cessa définitivement d'exister. Bien que le pays de Liège fût enclavé dans les Pays-Bas, il était rattaché à l'empire d'Allemagne et faisait partie du cercle de Westphalie.
Une église ou une chapelle a probablement été construite sur le territoire dès le IXe siècle. Il est certain que Marcinelle était assez importante pour payer des dîmes et se faire rappeler à l’ordre lorsqu’elle négligeait cet engagement. La tour de l'église du Centre remonterait au Xe siècle et, au XIe siècle, elle aurait probablement servi de refuge. Cependant, l'existence de l'église romane à ces époques reste incertaine. La tour de l'église Saint-Martin servait de tour de guet lorsque Marcinelle était attaquée.
Marcinelle est mentionné pour la première fois sous le nom de Marcianis dans le polyptyque de l'abbaye de Lobbes, entre 868 et 869. Le chemin des moines reliant Lobbes et Aulne à Liège se poursuivait depuis la Tombe, soit par la voie romaine traversant Marcinelle, Couillet (Fiestaux), Châtelet et Aiseau, soit par les anciens sentiers des Trieux, Cherbois, Bierchamps, Basson, la vieille église et le chemin de Couillet (Fiestaux). Une église fut construite au Fiesthaut, pouvant être considérée comme le noyau primitif du village. Le village de Marcinelle existait déjà au IXe siècle ; il faisait partie des paroisses devant verser la cotisation des mailles au monastère de Lobbes.
L'église primitive et le regroupement de maisons qui en dépendaient se trouvaient sur les hauteurs dominant la Sambre. Ce lieu s'appelait Fiestaut et désignait, au XIIe siècle, la colline située entre les actuels Loverval et Couillet, offrant une vue sur toute la vallée de la Sambre. Cet édifice fut détruit à plusieurs reprises.
En 1106, l'évêque de Liège, Henri II, accorda aux religieux prémontés du Mont-Cornillon à Liège l'autorisation de construire l'église Sainte-Catherine sur le mont appelé des Fiesthaut, près de la Sambre. Un religieux devait y servir la paroisse. L'église fut achevée en 1161.
En mai 1235, Arnould, seigneur de Loverval et avoué de Marcines-les-Petites, conclut un accord avec le chapitre de Saint-Lambert pour créer une ville-neuve sur un bois de Marcinelle. On peut supposer que Marcinelle-Haies se peupla rapidement grâce aux privilèges accordés aux habitants. Le bois choisi pour l'installation de la ville-neuve faisait partie intégrante des Bois du Prince et du Bon Bois, ce dernier couvrant alors toute la croupe entre le ruisseau de la Fontaine qui bout et celui de la Babotterie.
Le bois défriché s'étendait entre le ruisseau de la Fontaine qui Bout à l'est, le chemin de Nalinnes au sud et à l'ouest, et le chemin Tienne Bricoup ainsi que le ruisseau de la Babotterie au-delà du chemin du Ry Oursel. Une parcelle dégagée dans le Bon Bois, situé à l'ouest du chemin de Nalinnes, a servi à établir le quartier de Sart-Saint-Nicolas. L'emplacement de la ville-neuve a été judicieusement choisi. Le versant du vallon du ruisseau de la Fontaine qui Bout, orienté au sud-est et délimité au nord-est par le chemin de Nalinnes, est étroit mais pratique. Il permet aux habitants de l'agglomération, répartis le long du chemin protégé des vents nord-ouest par les arbres du Bon Bois, de s'approvisionner facilement au ruisseau, qui offre une eau saine et abondante.
En 1243, le prince-évêque valide un accord entre le chapitre de Saint-Lambert et les prêtres de l'église de Marcinelle concernant les dîmes de cette localité. Le 18 janvier 1244, l'évêque de Liège, Robert, et Otton de Morialmé, par l'intermédiaire de Gérard de Pesches, concluent un accord sur leurs droits respectifs dans le bois de Marcinelle.
Godeschal de Loverval, chevalier, conclut un accord en 1246 avec l'évêque de Liège concernant l'incarcération du mayeur de Marcinelle. Godeschal doit libérer le mayeur et se rendre à Huy, au château, accompagné des hommes qui l'ont arrêté. Ces hommes devront rester autant de temps au château que le mayeur en a passé en prison.
Au XVe siècle, comme toutes les communes de l'Entre-Sambre-et-Meuse, Marcinelle souffrit énormément des conflits qui éclatèrent dans le comté de Namur et la principauté de Liège. Marcinelle partage les péripéties de Châtelet, son chef-lieu. Le 14 août 1408, Guillaume, duc de Bavière et comte de Hainaut, entreprend de délivrer son frère Jean de Bavière, assiégé à Maestricht par ses sujets de Dinant, Thuin, Châtelet, Fosses et Couvin. Il part de Mons et atteint les frontières du pays de Liège en passant par Fontaine-l'Évêque, Marchienne, Marcinelle et Châtelet.
En 1430, Châtelet, Couillet, Marcinelle, Bouffioulx et Pont-de-Loup furent impliqués dans les conflits entre le comte de Namur et l'évêque de Liège. Après leur victoire contre les Liégeois à Aiseau, les Namurois incendièrent Châtelet ainsi que plus de 300 villages dans les régions de la Sambre et de la Meuse. L'église et le village de Couillet furent réduits en cendres. De la paroisse Sainte-Catherine, située sur les Fiesteaux, il ne restait que quelques maisons dans la zone marécageuse entourant le châteaudevenu le village actuel de Couillet, qui se trouvait autrefois sur le territoire de Couillet.
En 1439, l'église et le village sont incendiés lors des représailles des Dinantais contre les Liégeois.
En 1440, le curé de Marcinelle fut également nommé curé de Couillet.
En 1480, un acte passé « par devant le maire et les échevins de la ville haute et seigneurie de Marcinelle » mentionne Jehan Ernau comme maire, ainsi que les échevins Jean le Maître, Jehan Manuet, Jehan Goffart, Jacques Ernaci, Jehan Bastien, Jehan Tigre et Jacquemart Ernau. Les actes étaient généralement réalisés devant le mayeur et les échevins de Marcinelle et de Couillet. Rémy Huart et Jean Guildolff, échevins de ladite commune, assistèrent à la prestation d'un acte le 16 juin 1488.
Les cours réunis de Marchienne-au-Pont, Marcinelle, Mont-sur-Marchienne et Montigny-le-Tigneux publient une déclaration au sujet de l'entrecours et de la servitude du pâturage et du waigage, le 9 septembre 1488.

### Temps modernes
En 1520, une première tentative de Couillet visant à reconstituer l'ancienne paroisse en lui attribuant la chapelle Saint-Laurent échoue en raison de l'opposition de la commune et du curé de Marcinelle. Le 30 juin 1579, devant les maire et échevins de Marcinelle et Couillet, les habitants de cette dernière localité attribuent des biens et des revenus à la cure de leur église récemment érigée en paroisse, notamment les prés Saint-Laurent et les revenus de la chapelle Saint-Catherine.
Jusqu'à la fin de l'Ancien Régime, Couillet faisait partie intégrante de la seigneurie de Marcinelle, tout comme, jusqu'en 1579, elle appartenait à la paroisse du même endroit. Marcinelle et Couillet formaient également une seule et même entité dans l'administration financière de la Principauté de Liège.
En 1581, Marcinelle, accompagnée de Couillet, Mont-sur-Marchienne et Marchienne, répondit à l'appel de secours de Châtelet. Cette affirmation est confirmée par les comptes de la ville de cette année-là, qui mentionnent des dépenses engagées par les compagnies de Couillet, Marcinelle, Montigny-sur-Sambre et Montigny-le-Tilleul. Ces deux dernières étaient hébergées à la halle de la ville.
En 1600, Marcinelle appartenait au huitième quartier de la principauté de Liège.
En 1638 et 1639, Marcinelle et les villages voisins de la région d'Entre-Sambre-et-Meuse subissent encore les atrocités des troupes espagnoles.
En 1666, Charles II, roi d'Espagne, transforma Charnoy en une place forte à laquelle il donna son propre nom. Cependant, le quartier de la ville basse ne fut pas inclus dans les fortifications. L'église de Marcinelle devint alors le temple paroissial pour cette partie de la ville située hors des murs’.
Le 3 septembre 1666, le marquis de Castel Rodrigo posa les bases de la première forteresse de Charleroi, située sur le territoire du village de Charnoy. Elle se trouvait sur un promontoire bordé au sud par la Sambre, à l'ouest par le ruisseau de Lodelinsart, et à l'est par le ravin de Montigny. Cette forteresse fut, pendant plus d'un siècle, une source de ruines pour Marcinelle en raison des nombreux sièges qu'elle dut subir.
Au mois d'août 1676, Louis XIV accorda à la Ville Basse de Charleroi, partie intégrante du village de Marcinelle dans le pays de Liège, tous les privilèges conférés à la ville.
Le 6 août 1677, le prince d'Orange, à la tête de l'armée des Alliés, assiège Charleroi, défendue par Montal. Ce siège, cependant, est levé le 17 août de la même année par le Maréchal de Luxembourg. À cette occasion, le village de Marcinelle est incendié par les Espagnols, qui se rappellent, à tort, qu'il y a quatre ans, dans une situation similaire, les habitants avaient attaqué leur arrière-garde et pillé leurs bagages.
Les 17 et 18 mai 1696, l'armée française établit son camp à Marcinelle et à Marchienne. Quelques jours plus tard, elle traversa la Sambre et se dirigea vers Gosselies, puis vers Fleurus.
En 1697, Louis XIV, ignorant la neutralité de la principauté de Liège, s'approprie 20 bonniers du territoire de Marcinelle afin que Vauban y construise les fortifications nécessaires pour protéger le passage de la Sambre’.
Entre 1740 et 1748, la guerre de succession d'Autriche et ses conséquences apportèrent à Marcinelle une série de nouvelles calamités. Les passages et hébergements de troupes étrangères reprirent. En 1746, lors du nouveau siège de Charleroi, qui débuta le 16 juillet et dura à peine un mois, Marcinelle accueillit la majorité des troupes étrangères.
Par le traité du 26 août 1780, la Ville Basse de Charleroi faisait désormais partie des Pays-Bas.
Le 25 mai 1794, les Autrichiens ont tenté de traverser la Sambre sur plusieurs ponts, mais ils ont été repoussés par les Français. Le soir, depuis les hauteurs de la Tombe sous Marcinelle, les Autrichiens ont mené une attaque assez vive sur Montigny-le-Tilleul qu'ils ont réussi à prendre.
À la suite de la bataille de Fleurus, la Convention arracha pour la seconde fois la Belgique à l'Autriche. Sans consulter les véritables souhaits du pays, elle décréta, par un décret du 6 vendémiaire an IV (octobre 1795), l'annexion définitive et intégrale de la Belgique et de la Principauté de Liège, dont Marcinelle faisait partie depuis 889, à la République française.
Sous le régime français, Marcinelle subit de lourdes épreuves dues aux excès de la Terreur, versa des contributions importantes pour soutenir les nombreuses guerres et envoya un grand nombre de soldats à la France.

### Époque contemporaine

#### XIXesiècle
Le 15 juin 1815, le général Van Damme partit vers 3 heures du matin des environs de Beaumont avec le 3e corps, ayant pour ordre formel d'être devant Charleroi entre 9 et 10 heures. Le général Rogniat devait l'accompagner, suivi des troupes du génie et des marins de la garde, afin de prendre le pont de la porte de Charleroi. Ce groupe d'avant-garde s'arrêta pour attaquer les bâtiments de la ferme Dubuque, située dans l'actuelle rue du Basson, où des soldats prussiens s'étaient retranchés’.
Bonaparte arriva vers midi à Jamioulx, tandis que le 2e corps avançait vers Lobbes et Thuin. Napoléon partagea une collation avec ses officiers dans la prairie du curé Genicot. Pendant cette pause, une sentinelle française, placée près de la chapelle Notre-Dame en bordure du chemin de Jamioulx-la Bruyère, aperçut un cavalier prussien à l'orée du bois, pointe avancée de leur avant-garde. Une poursuite rapide s'engagea aussitôt, et le cavalier prussien fut capturé au Bois du Mont’.
Napoléon et son entourage, précédés de leur avant-garde, atteignirent Charleroi par l'ancien chemin sablonneux de La Bruyère et le mauvais chemin de Nalinnes. À l'approche des troupes françaises, les habitants des Haies se réfugièrent avec leur bétail dans les bois voisins. À cette époque, ce bois s'étendait sur l'espace formé par l'angle entre la rue Tienne Bricoup et la rue de Nalinnes, longeant jusqu'au Sart Saint-Nicolas avant de contourner vers l'ouest pour rejoindre le bois de la Patte.
Vers deux heures de l'après-midi, un combat meurtrier éclata entre l'avant-garde de Napoléon et un important contingent de Prussiens, dans les prés du Ry du Pont, à la frontière de Marcinelle et de Couillet. Les nombreux blessés furent transportés dans une grange située au début de la rue de l'Ange, en face de l'entrée de la rue des Haies, où ils reçurent des soins. Peu après ce combat, Bonaparte arriva à Marcinelle-Centre par la rue des Haies et s'arrêta devant la maison portant le numéro 3. La grande salle du rez-de-chaussée, qui servait de maison communale, fut rapidement envahie par une foule d'habitants curieux, rassemblés pour observer l'homme dont les puissantes mains avaient secoué le monde.
Il se dirige vers Charleroi, où il arrive aux alentours de 14 heures. Un nouveau combat éclate à Gilly, obligeant les Prussiens à se replier sur Fleurus. Le 16 juin, lors de la bataille de Ligny, les Français remportent la victoire. À Marcinelle, les blessés affluent en masse. On les installe dans l’église, la mairie, les granges et les maisons particulières, transformant ainsi Marcinelle en un immense hôpital. Le 18 juin, c’est la célèbre bataille de Waterloo.
Lors de l'attaque surprise des troupes napoléoniennes peu avant la bataille de Waterloo, le général Pajol est le premier en action : parti à 2 heures et demie du matin, dans la grisaille d'un « petit jour brumeux et lourd », le 15 juin 1815, il réussit le premier mouvement qui le mène à Marcinelle, à 8 heures et demie.
Dans la nuit du 18 au 19 juin 1815, Napoléon, fuyant précipitamment, traversa le vieux pont de la Sambre et fit une halte à la sortie des fortifications, aux Champs-Élysées, un café situé à l'angle de la rue de Charleroi et de la rue de la Villette, à l'emplacement d'une petite remise longeant le trottoir de la rue de Charleroi. Il poursuivit sa retraite par la route de Philippeville, se dirigeant vers cette localité.
Le même jour, à 17 heures, le général prussien Jean Ernest Zieten entre à Charleroi. Le reste de l'armée prussienne arrive le 21 et s'installe dans la ville et les environs. Après le licenciement de l'armée française sur la Loire, les habitants subissent les exigences des soldats prussiens durant cette guerre. Ils doivent fournir un logement aux militaires, céder leurs voitures pour les convois, nourrir les chevaux, etc. De plus, une grande partie des récoltes est détruite par les mouvements des armées, et de nombreux habitants sont pillés par des soldats sans scrupules.
Pendant la période hollandaise, les concessions charbonnières du Cazier, de Marcinelle-Nord et de l'Orgère furent attribuées respectivement à la douairière Desmanet, à Huart-Chapel et au vicomte Desmanet de Biesmes. Les cayats et les charbonnages de la Patte, situés à la périphérie sud de la concession du Bois du Cazier, produisirent une quantité de terre-houille notable pour l'époque.
C'est également sous ce régime que la première grande usine métallurgique du pays fut créée aux Hauchies. En 1825, la route de Philippeville fut inaugurée, facilitant particulièrement le transport des minerais de fer de l'Entre-Sambre-et-Meuse destinés au premier haut fourneau chauffé au coke. Construit en 1826, il fut achevé en 1827 par Huart-Chapel.
En 1830, à Marcinelle, comme dans la plupart des communes voisines, des volontaires se levèrent pour résister aux attaques du roi de Hollande. Après le départ des volontaires pour Bruxelles et des gardes pour la forteresse voisine, Marcinelle devait accueillir et loger de nombreuses troupes belges et étrangères jusqu'en mars 1834.
Le 30 juillet 1843 marque l'inauguration du chemin de fer reliant Bruxelles, Braine-le-Comte, Charleroi et Namur.
Le 30 novembre 1848 marque l'inauguration de la ligne de chemin de fer reliant Charleroi à Walcourt, tandis que le 11 mai 1854 voit son extension jusqu'à Vireux.
Le 23 avril 1876, il fut évoqué pour la première fois l'idée d'établir un tramway à Marcinelle. M. Defacqz, qui avait obtenu la concession pour ce projet, ne le réalisa finalement pas. La ligne vicinale Charleroi-Sud-Villette-Mons-sur-Marchienne, place du Wez, fut mise en service le 4 juin 1887. La traction s'effectuait alors par locomotive à vapeur chauffée avec des briquettes de charbon, ce qui causait des nuisances pour les riverains. Le service n'a été assuré par l'électricité qu'à partir de 1901, et la ligne a été doublée afin de garantir un trafic régulier pendant l'exposition de Charleroi en 1911.
Le projet de création d'une ligne de tramway reliant Charleroi à l'église, en passant par la route de Beaumont, suscita des protestations de la part de certains commerçants de cette rue. Ils voyaient dans l'installation du tramway une menace pour le commerce dans la partie basse de la rue. Aux Haies, deux autres commerçants, un charron et un cafetier, s'opposèrent également à la mise en place du tramway vicinal Charleroi-Nalinnes.
En 1878, les habitants du hameau des Haies voulaient détacher leur hameau de la commune de Marcinelle afin d'en créer une nouvelle commune.
En 1883, l'exploitation de la ligne de chemin de fer reliant Couillet, Marcinelle-Haies et Jamioulx a commencé.
En 1892, Pierre De Heug crée la société De Heug spécialisée dans la fabrication de pianos droits et de pianos à queue, à Marcinelle.

#### XXesiècle

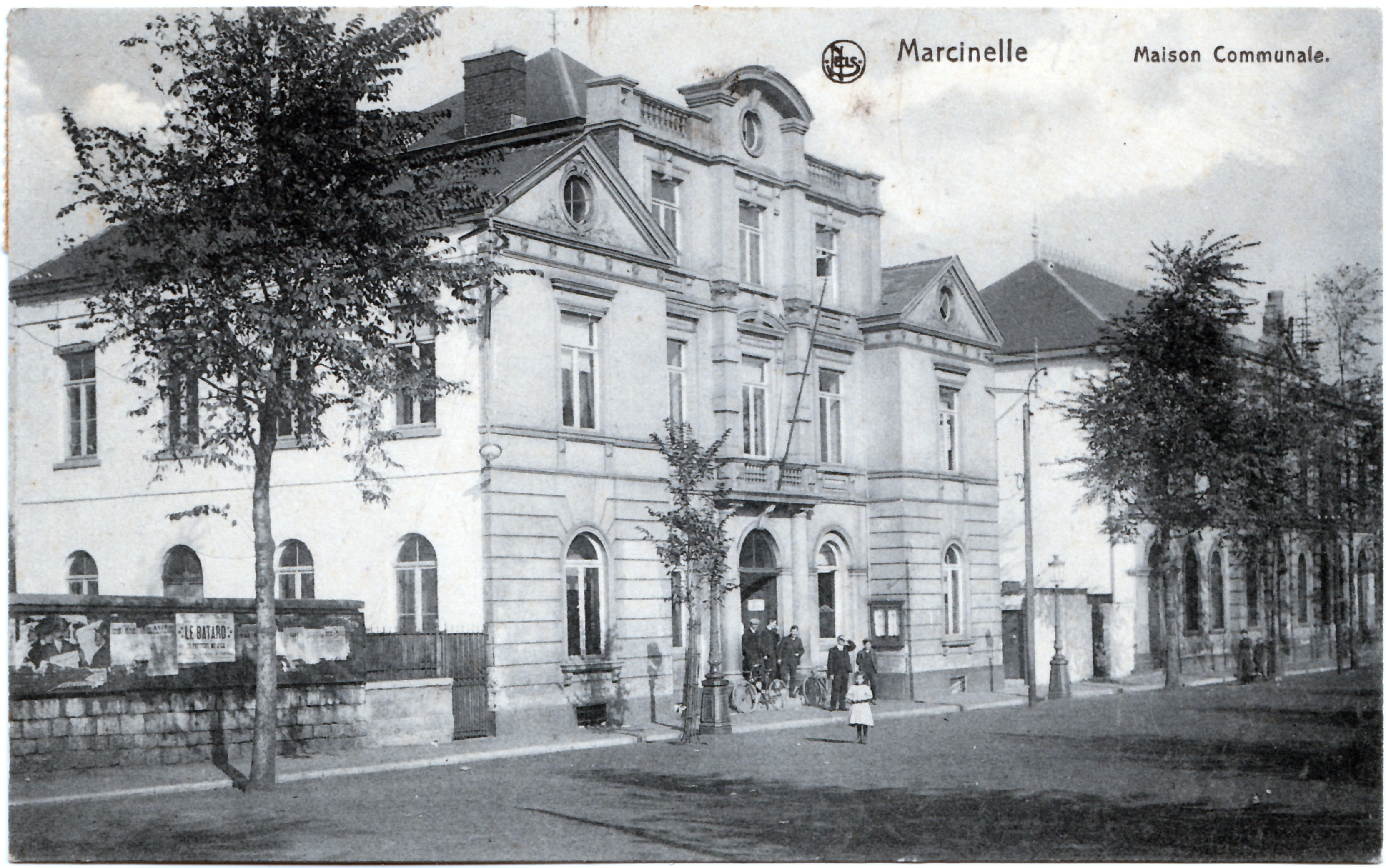
L'ancienne maison communale détruite en 1944.

En 1907, le champ de course a ouvert ses portes dans le bois de la Patte, rue de la Bruyère.
En 1909, les essais infructueux du premier dirigeable construit par Albert Loudèche, originaire de Marcinelle, ont eu lieu sur la piste du champ de course.
Le jeudi 20 août 1914, une compagnie du 119e régiment français, venue de Nalinnes, s'installe dans les locaux scolaires des Haies. Ces soldats forment les avant-postes du 3e corps Sordet, représenté par le 119e R.I. de la 2e brigade Lavisse. Le matin du 21 août, des patrouilles du Xe corps de cavalerie allemande entrent en contact avec ces avant-postes.
Dans l'après-midi, les compagnies du 119e franchissent à nouveau la Sambre pour se positionner en défense vers la Tombe, la Place des Haies et l'orée du bois d'Hublinbu, à la frontière entre Marcinelle et Couillet. Le samedi 22 août à 7 heures, les soldats creusent des tranchées depuis la rue du Culot jusqu'à la rue du Transvaal. Les tranchées, tracées en lignes droites, s'étendent jusqu'au chemin de l'Amérique en suivant les limites du bois.
Dans l'après-midi du 22 août, des unités de la XIXe division de réserve allemande, précédées de civils, contournent les ponts de Charleroi, qu'elles pensent minés, et traversent la rivière par le pont de Couillet-Montigny. Une fois sur la route de Charleroi-Namur, elles continuent leur progression vers l'est de Marcinelle, incendiant plusieurs maisons situées entre la voie ferrée et la route. Pendant ce temps, la Croix-Rouge française arrive aux Haies et se dirige immédiatement vers Loverval.
Quelques soldats se sont installés au sommet de la Tombe pour y creuser des tranchées, formant un demi-cercle dont la convexité est orientée vers la route de Beaumont, le terril de Marcinelle-Nord et les campagnes des Grogères. Le peuplier planté en 1876 a été abattu pour faciliter le mouvement des mitrailleuses. Au-delà du pont des Cerisiers, des troupes de réserve attendent, accroupies, l'arme au pied, dans les ruelles menant à la chaussée. Une batterie de 75 est regroupée au pignon sud des bâtiments de M. E. Hiernaux, situés à la limite de la commune. Vers 11 heures, un petit dirigeable, le « Puy-de-Dôme », survole le quartier de la Tombe avant de disparaître vers le sud.
Vers l'est, les Allemands, venant du Fiestaux, descendent en combattant la route menant à la chaussée de Philippeville. Les Français, retranchés dans les écoles de la Queue, les arrêtent pendant près de deux heures, avant de devoir battre en retraite aux alentours de 17 heures. Ils empruntèrent le chemin de l'Amérique, se dirigeant vers le bois de l'Hublinbu où des tranchées avaient été préparées dès le matin. Les Allemands ne tardèrent pas à atteindre la zone dégagée située entre le chemin de Nalinnes et la rue du Tienne Saint-Gilles. À 300 mètres de l'orée du bois, ils creusèrent rapidement une tranchée partant de la maison Deleeuw, où ils installèrent des mitrailleuses dans le pignon.
Le 22 février 1919, le Premier ministre d'Australie tenait une réunion sur la Grand-Place.
Lors de la Seconde Guerre mondiale, le 28 octobre 1942, les Allemands opèrent de nombreuses arrestations dans les rangs des résistants belges de la Légion belge de Charleroi dont le commandant de celle-ci, Alfred Servais. Ils sont condamnés à mort par le Tribunal de Guerre de Charleroi et fusillés par les Allemands au Tir de Marcinelle-Villette, le 2 juin 1943. Le corps d'Alfred Servais a été transféré au cimetière de Marcinelle, où il repose toujours, près de la pelouse d’honneur. Des commémorations patriotiques ont lieu périodiquement en souvenir de cet épisode au cimetière de Marcinelle. En juin 1957 un mémorial a été érigé derrière le stand de tir de Marcinelle où ont été exécutés Alfred Servais, le commandant Massart et cinquante patriotes belges. Les autorités communales marcinelloises ont donné son nom à une rue de Marcinelle : la rue Major-Alfred-Servais.

##### La catastrophe du Bois du Cazier
Le matin du 8 août 1956, la Belgique a connu sa plus grande catastrophe minière au charbonnage du Bois du Cazier à Marcinelle. Cet accident a causé la mort de 262 personnes de 12 nationalités différentes, principalement des Italiens (136) et des Belges (95), laissant derrière eux des centaines de veuves et d'orphelins. Cette tragédie a une fois de plus mis en lumière les conditions de travail et de vie difficiles des mineurs, conduisant à l'arrêt de l'envoi de travailleurs italiens en Belgique pour travailler dans les mines, un trajet qu’avaient déjà effectué 50 000 mineurs italiens. Par la suite, la réglementation sur la sécurité au travail a également été renforcée.

À la suite du drame du Bois du Cazier, des mesures ont été prises, notamment par la CECA. Aujourd’hui propriété de la Région wallonne et géré par l'ASBL « Le Bois du Cazier », l’ancien charbonnage, requalifié grâce aux fonds européens de l'Objectif 1, est un site culturel majeur du pays de Charleroi.

Vues du Bois du Cazier et du haut fourneau n°4.
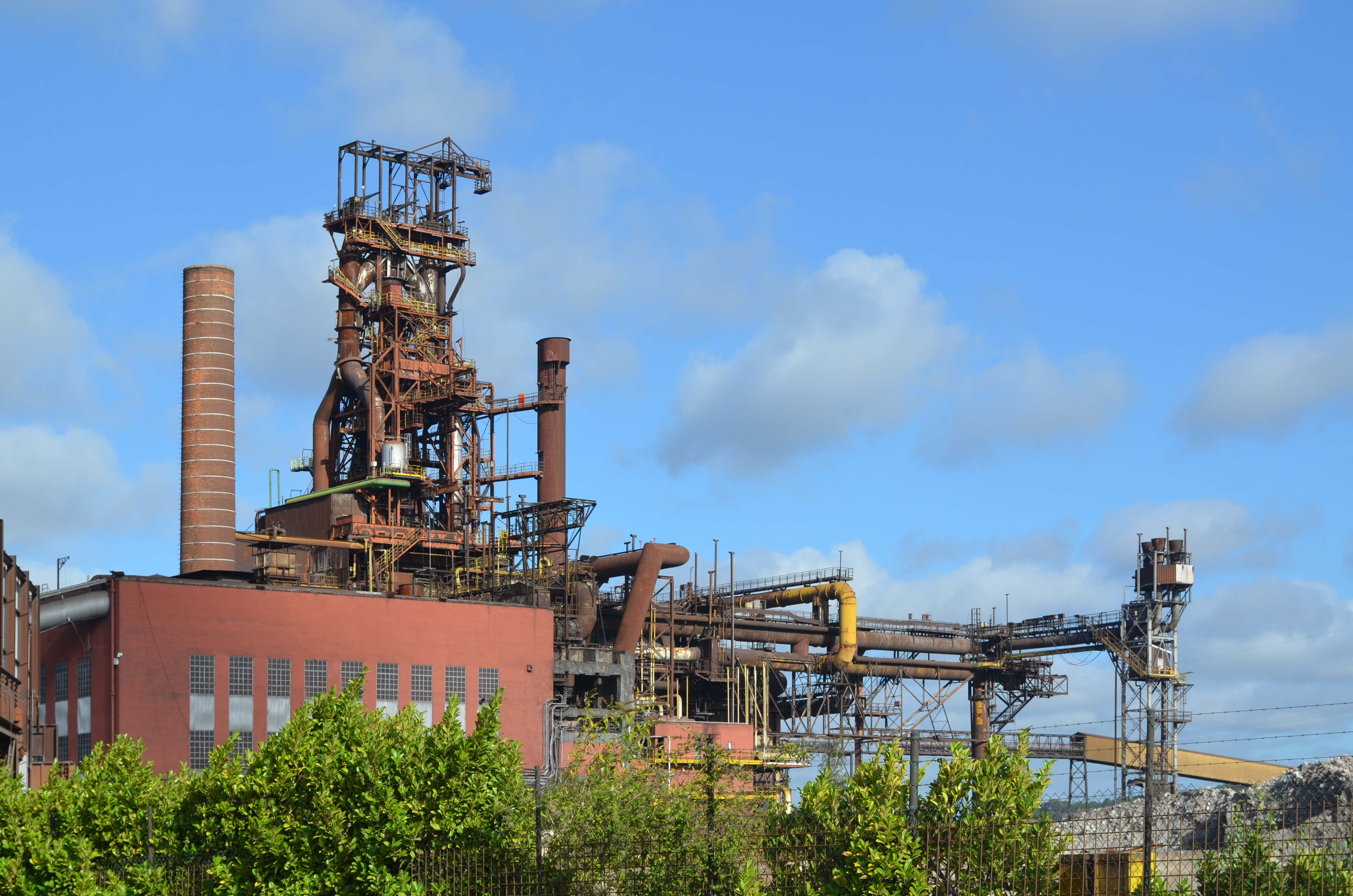
Le haut fourneau n° 4 en voie de démantèlement (2020).
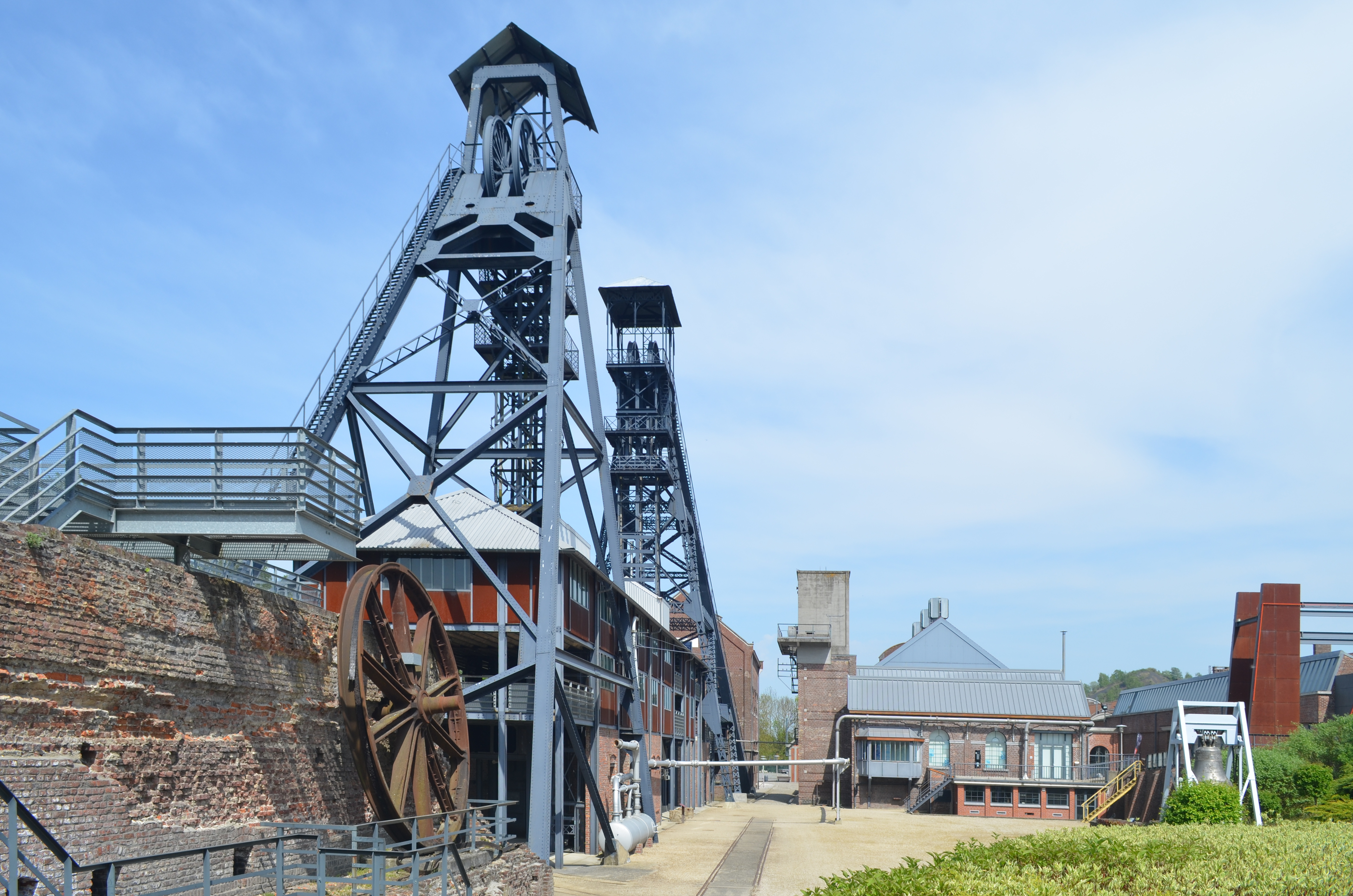
Les chevalements du Bois du Cazier.

##### Fusion des communes
Marcinelle est intégrée dans la ville de Charleroi, le 1er janvier 1977, à la suite de la loi sur la fusion des communes.

## Liste des bourgmestres de 1820 à 1977

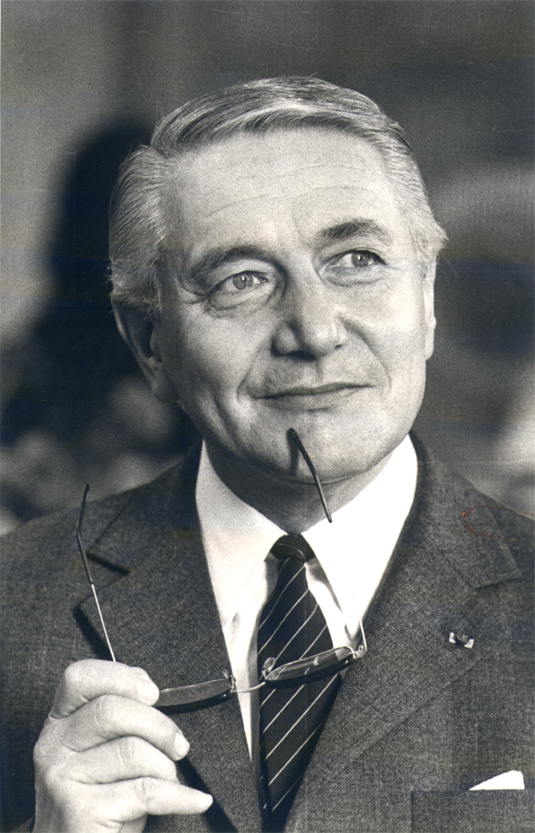
Lucien Harmegnies (1916-1994).

- François-Joseph Larbalestrier, de 1820 à 1831, maire puis bourgmestre (Parti Catholique).
- Alexendre Delgrouffre, faisant fonction de 1831 à 1833.
- Stanislas-Louis Lebacq, de 1833 à 1846 (Parti Catholique).

- Désiré Joseph Debecque, de 1846 à 1858.
- Dieudonné De Limborgh, de 1858 à 1872 (Parti Libéral).
- Aurélien Thibaut de 1872 à 1896 (Parti Libéral).
- Alfred Leroy de 1896 à 1907 (Parti Libéral).
- Eugène Mascaux, de 1907 à 1934 (POB)[64].
- Marius Meurée, de 1934 à 1958 (POB-PSB).
- Lucien Harmegnies, de 1958 à 1977 (PSB). Après la fusion des communes, il devient bourgmestre de Charleroi.

## Patrimoine et culture

### Monuments, mémoriaux et bâtiments

#### L'église Saint-Martin
- L'Église Saint-Martin, restaurée en 1923 est de style roman de type mosan. À l'intérieur se trouve un chemin de croix de Marcel Wolfers. La tour date du XIIe siècle, l’église du XVe siècle et le transept du XVIIIe siècle[65].

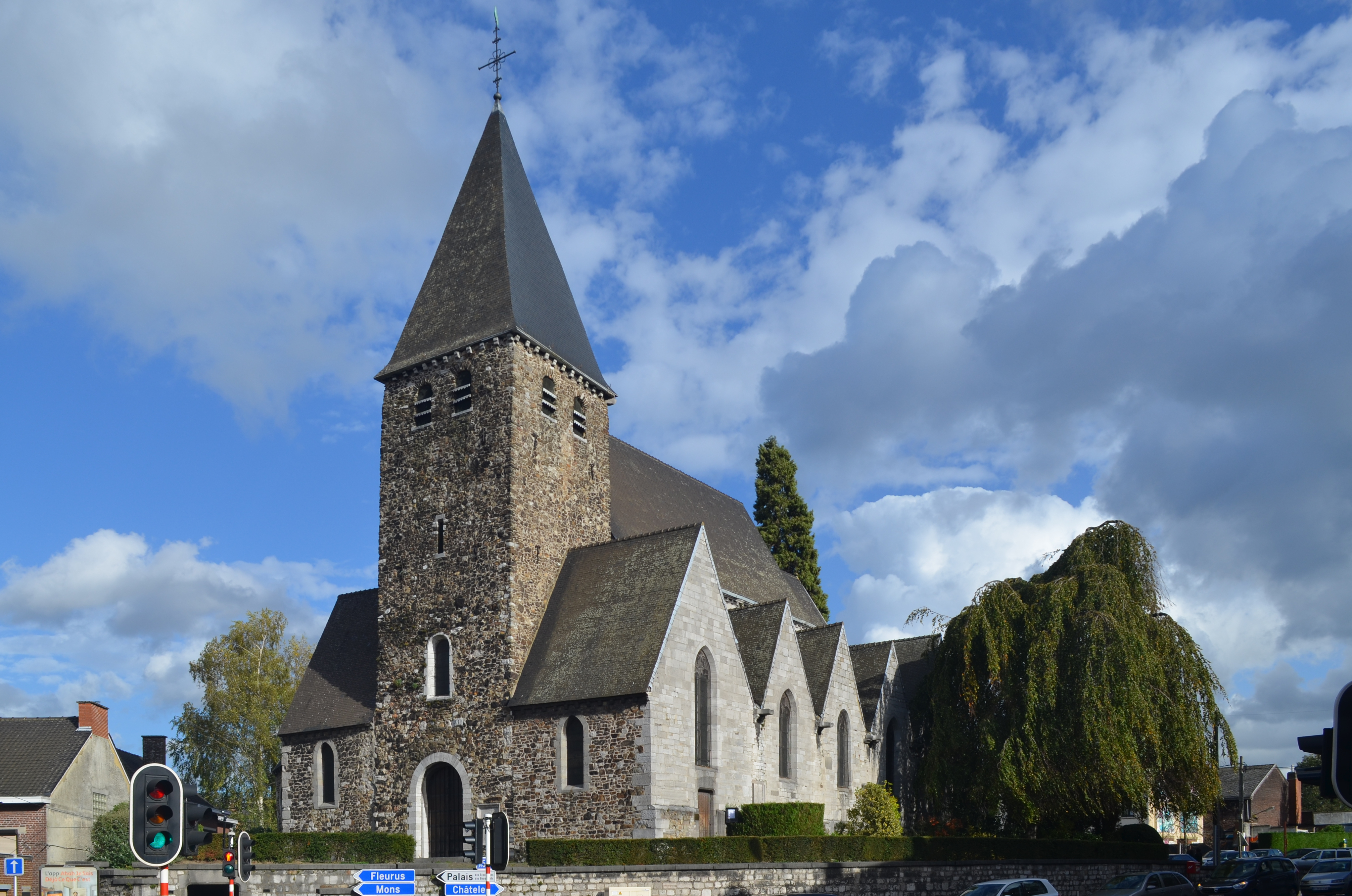
Façade de l'église Saint-Martin.
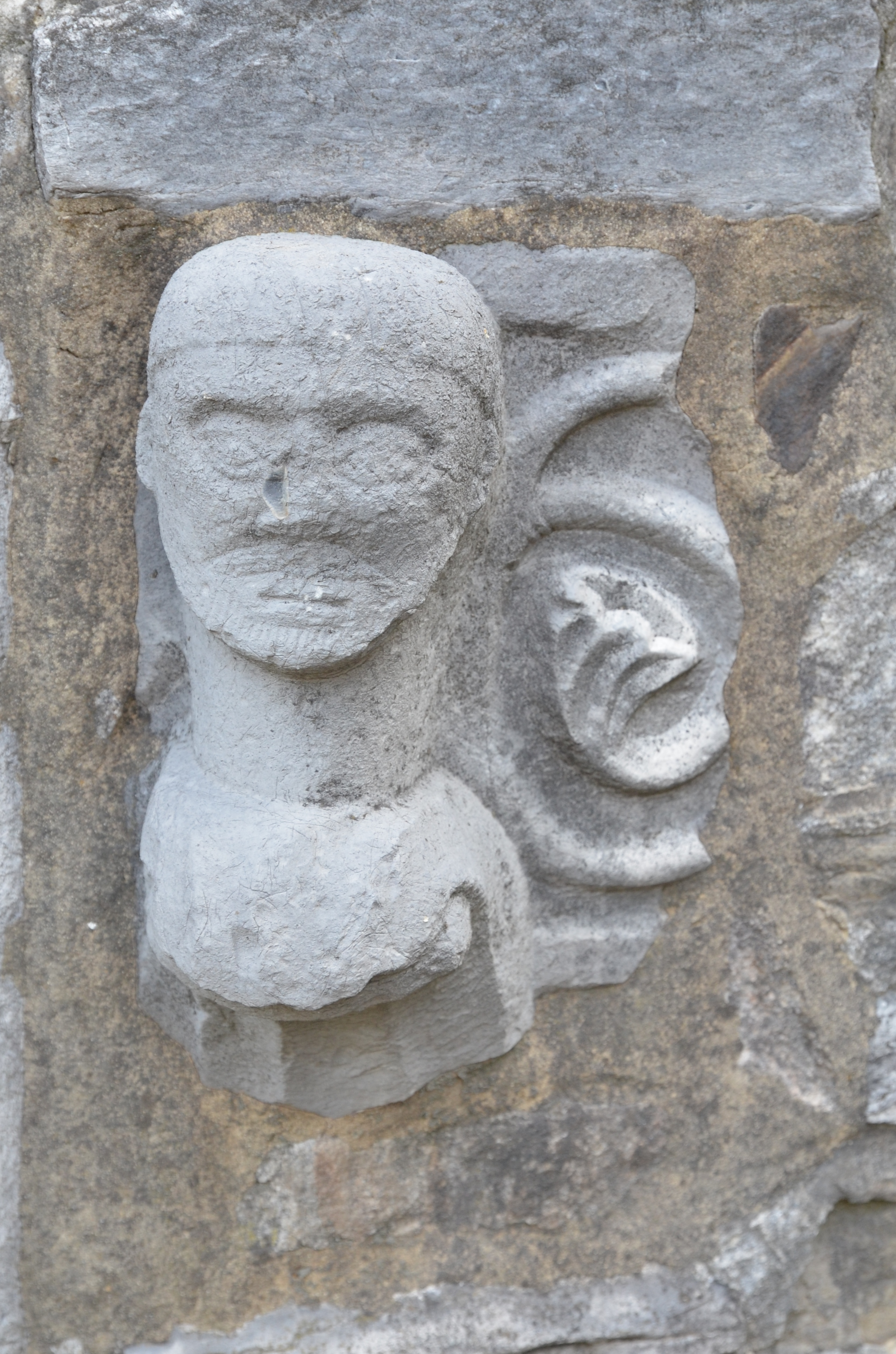
Fichée dans le mur extérieur du bas-côté sud, cette tête sculptée provient des fonts baptismaux mosans du XIIIe siècle disparus.
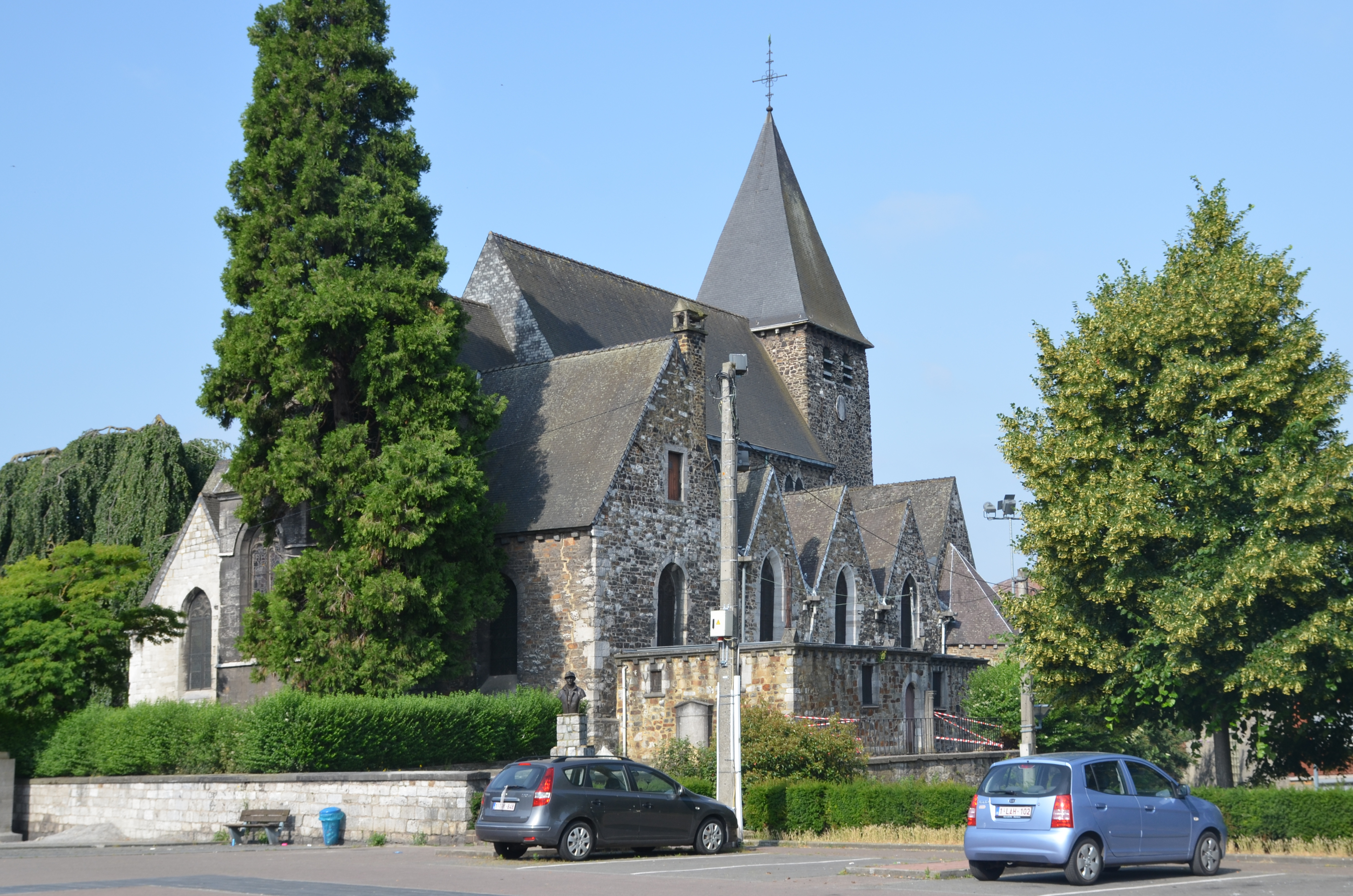
Abside de l'église Saint-Martin.
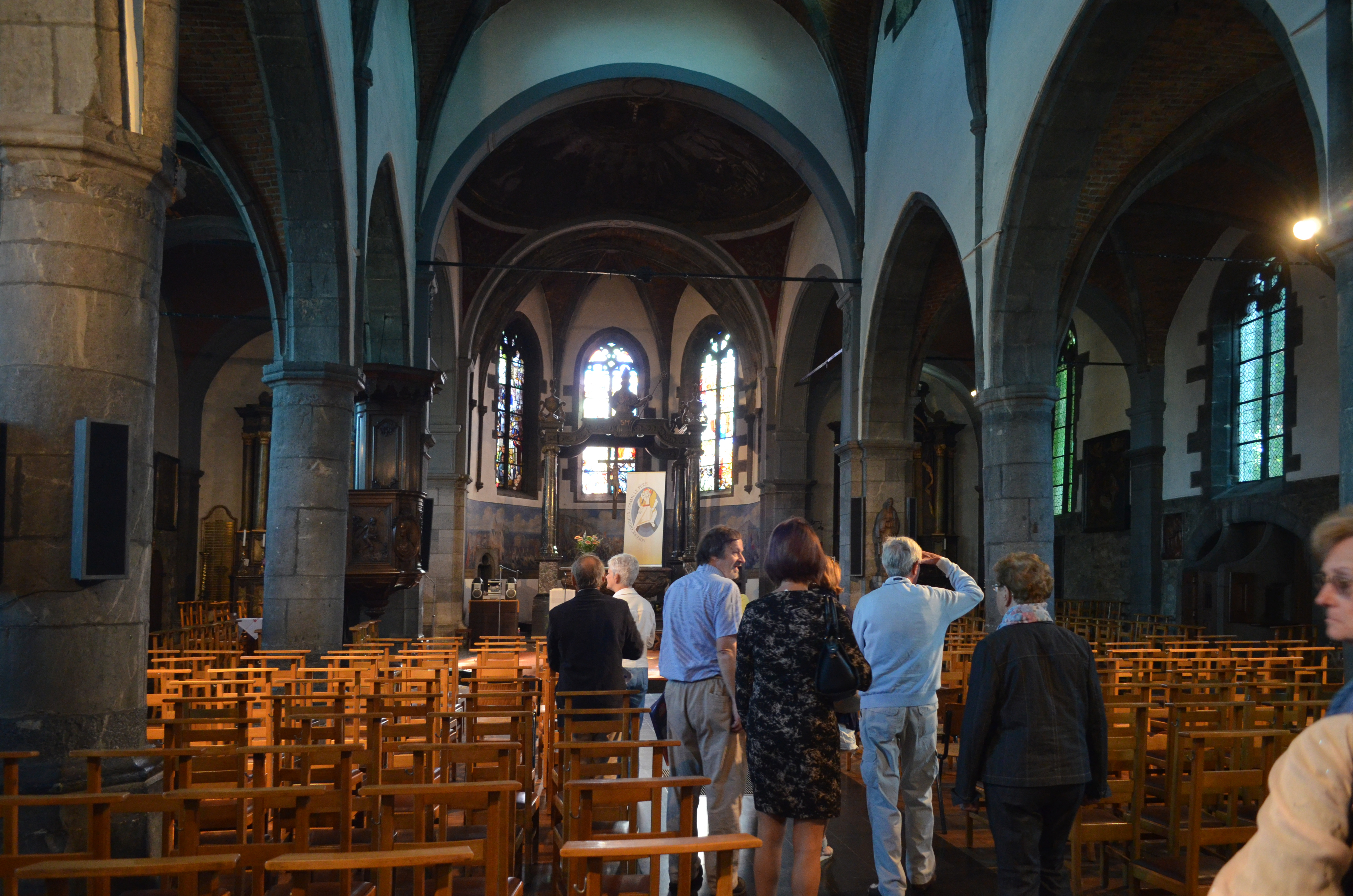
Intérieur de l'église.

#### Le cimetière militaire
- Au cimetière de Marcinelle, le carré militaire avec le monument aux morts.

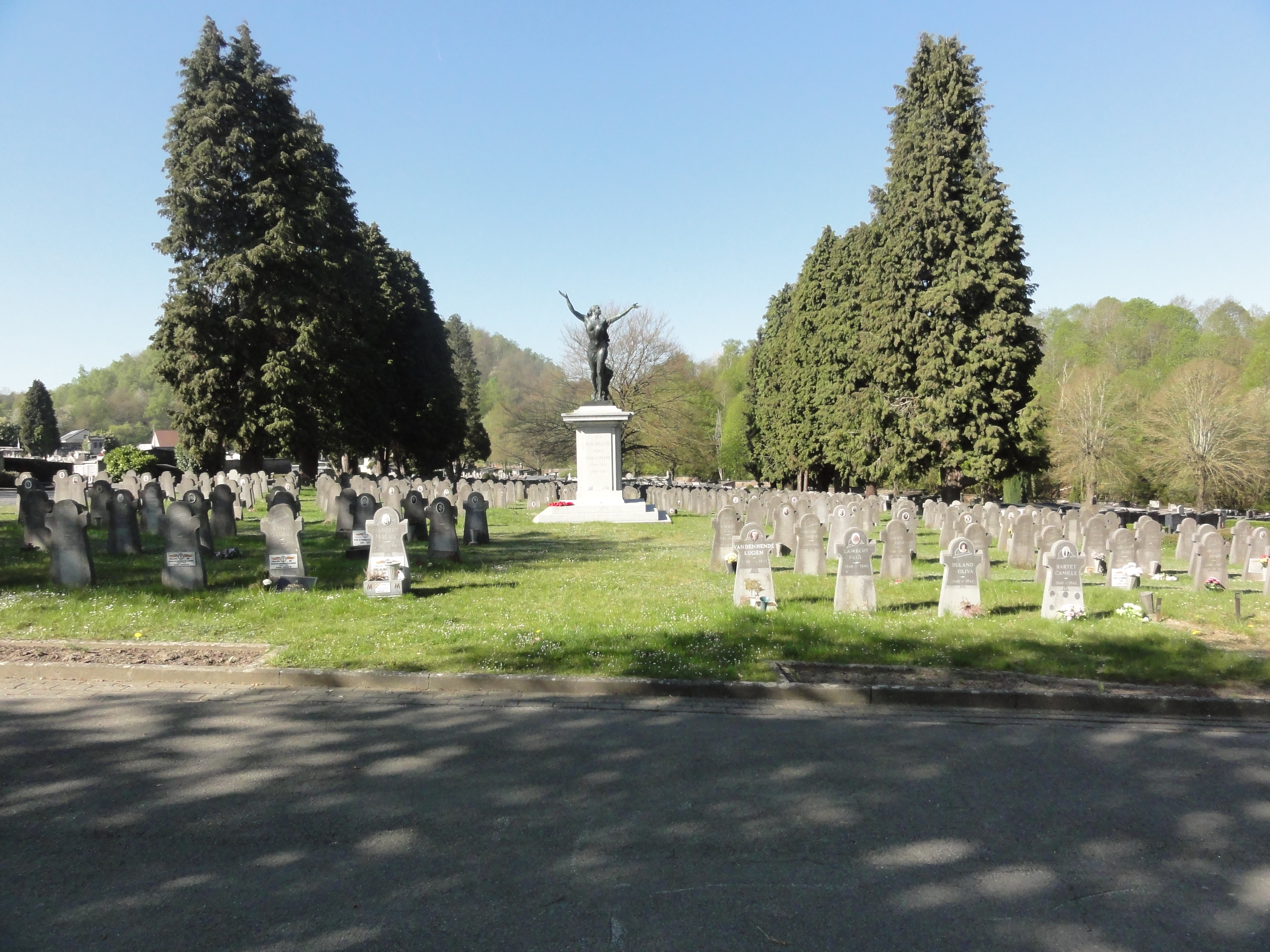
Cimetière, carré militaire, vue d'ensemble.
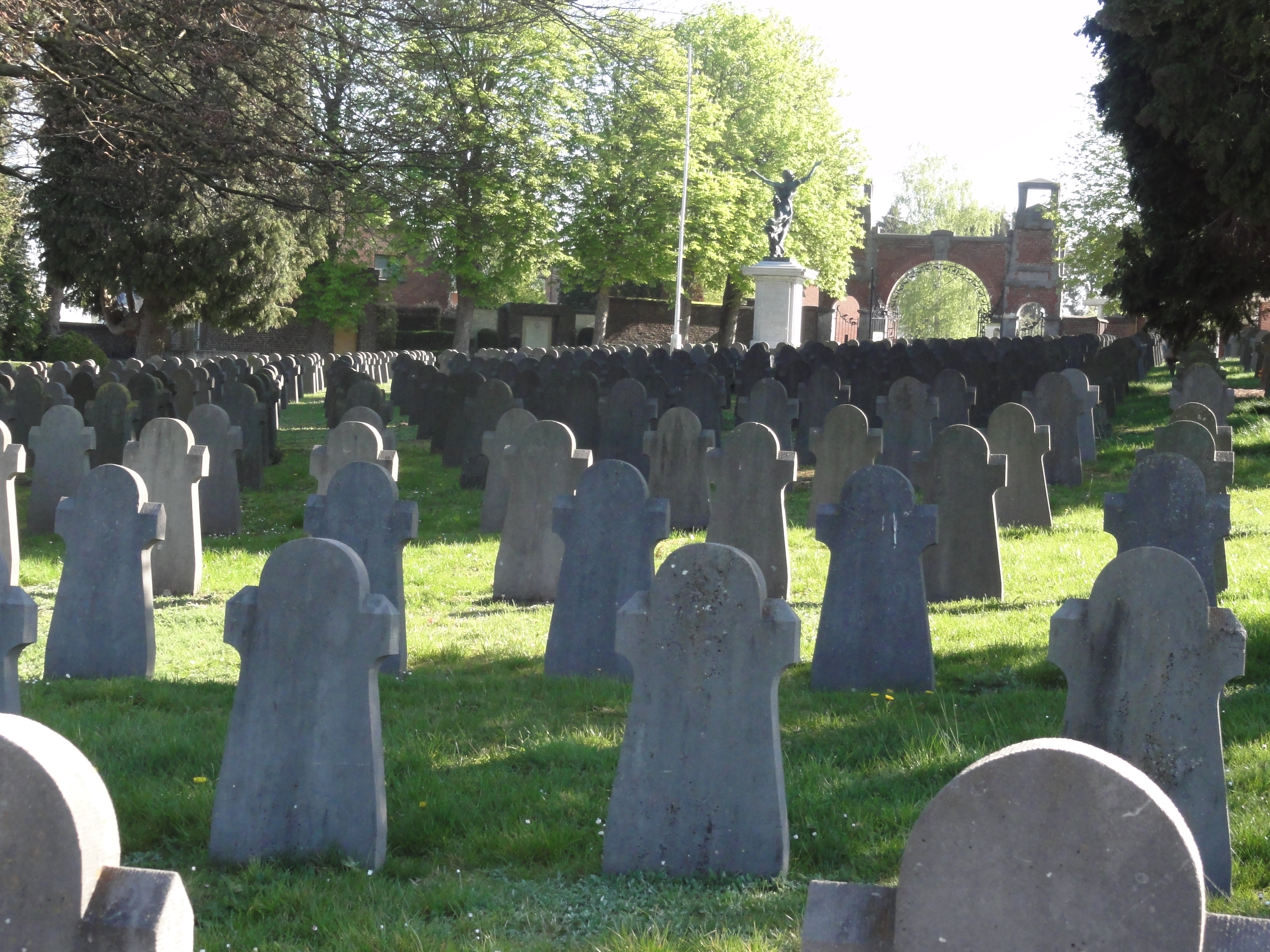
Cimetière, carré militaire, vue de détail.
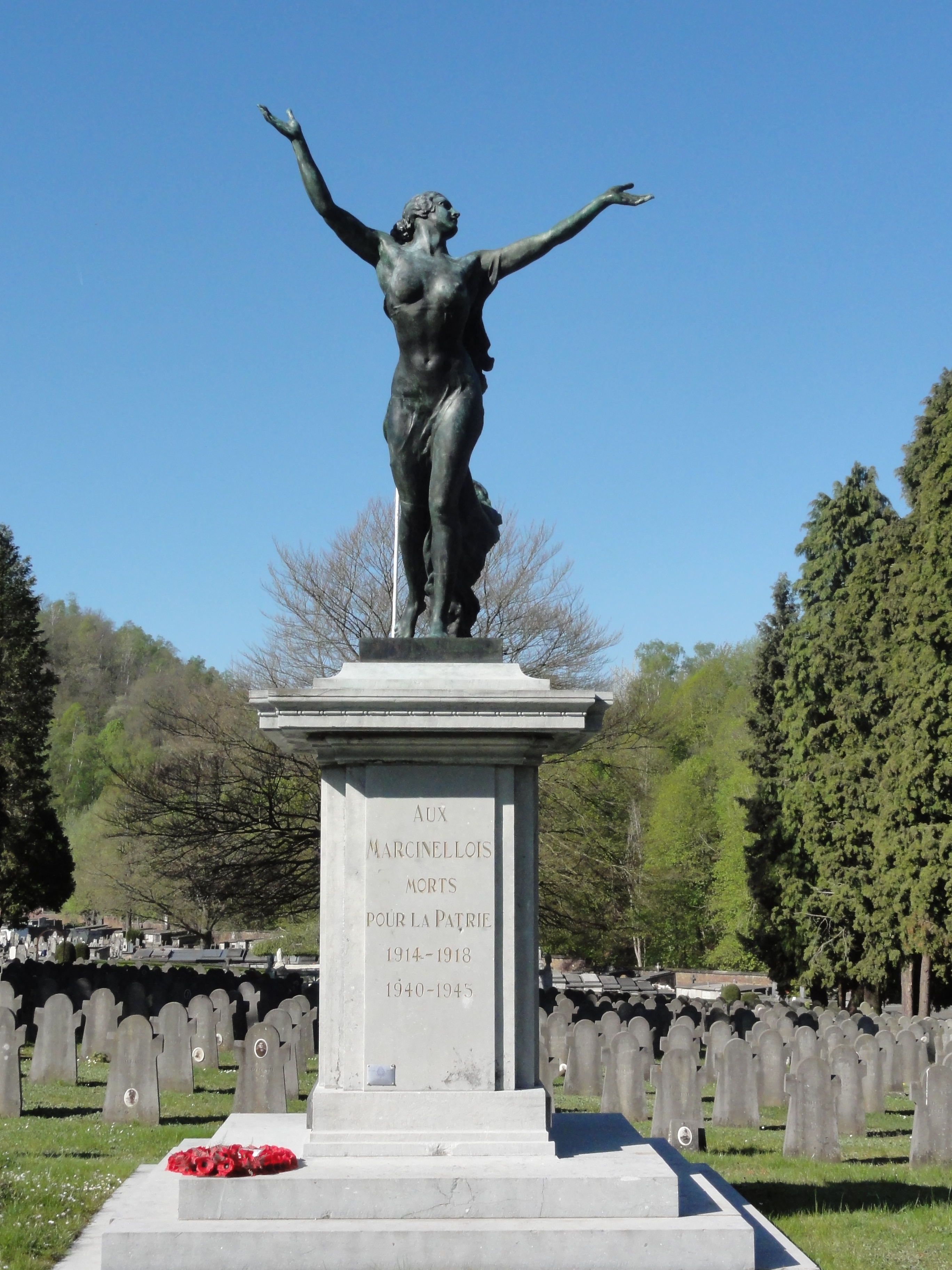
Cimetière, carré militaire : « La Belgique délivrée » par Léon Van den Houten, inauguré le 21 juillet 1922.

#### Autres bâtiments

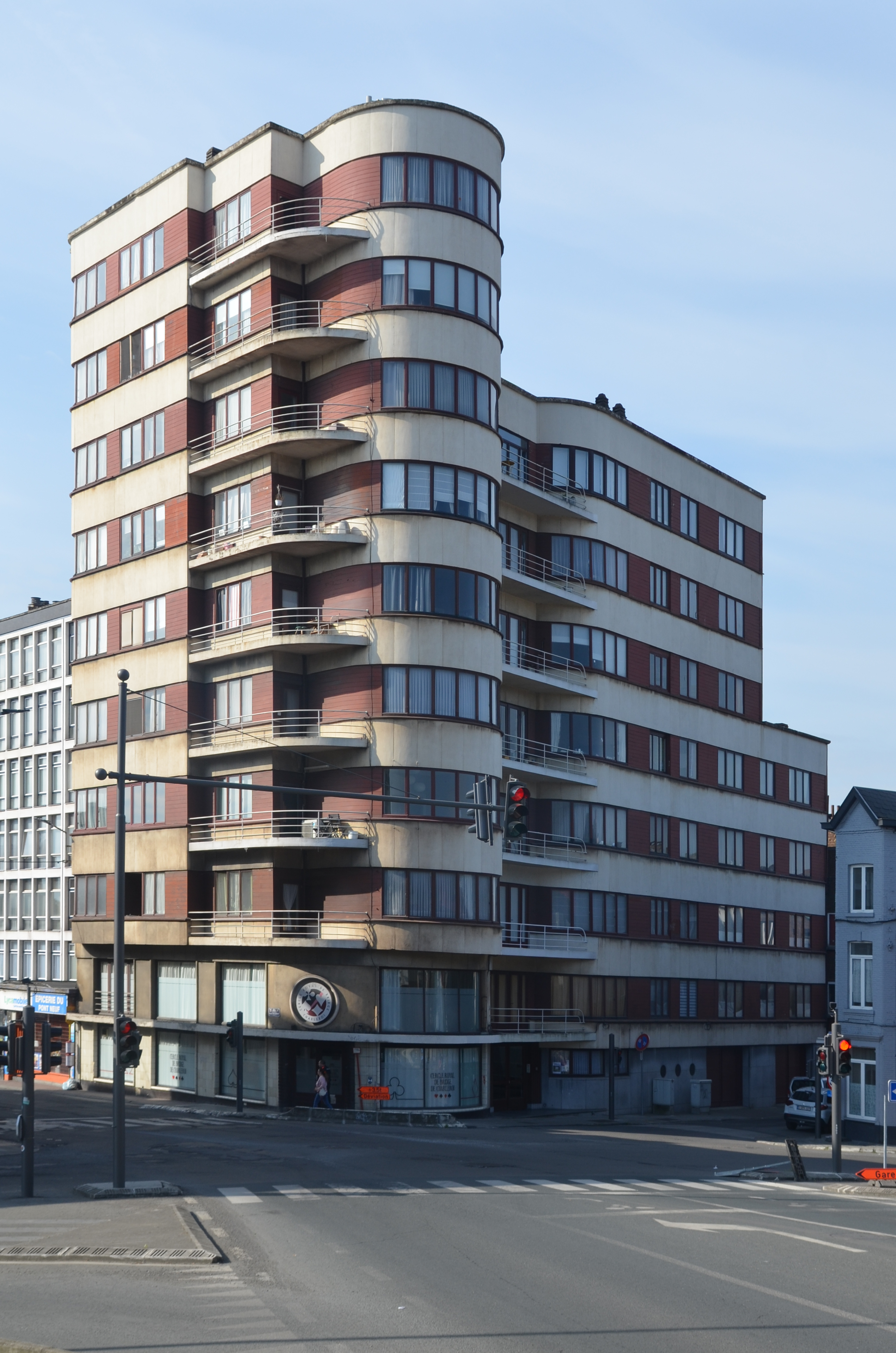
La résidence Albert à l'entrée de Marcinelle.

- La résidence Albert à l'entrée de Marcinelle.Hôtel de ville, avenue Eugène Mascaux. L'hôtel de ville de Marcinelle a été construit dans le style Second Empire, mêlant un classicisme éclectique qui combine les architectures de l'antiquité gréco-romaine au néoclassicisme de l'Ancien Régime[66]. Cet hôtel de ville était situé sur la grand'place derrière l'église Saint-Martin, mais il a été détruit par une bombe larguée par erreur. Le nouvel hôtel de ville, conçu par l'architecte Joseph André, a été construit sur l'avenue Mascaux. La première pierre a été posée en 1956 et l'édifice a été inauguré en 1963.

- Église Notre-Dame des Sept Douleurs : elle est située dans le quartier de La Villette. Ce sanctuaire néo-gothique en briques et calcaire a été construit en 1905 par l'architecte Hector Leborgne de Gilly[67].

- Résidence Albert, bâtiment construit en 1938 par Marcel Leborgne. Classé en 2010[68]. Au rez-de-chaussée on trouve un local du Cercle Royal de Bridge de Charleroi (jeux de cartes).
- Église Saint-Louis, elle est située dans le quartier des Haies et a été construite en 1875 dans un style néo-gothique par l'architecte Émile Riez[Note 10]. Une tour flanquée d'une tourelle aux pans coupés précède les collatéraux et une nef à cinq travées[69].
- Le siège de la société ACEC Transports a été réaménagé en 1989 par les architectes Dulière et Dossogne[70].

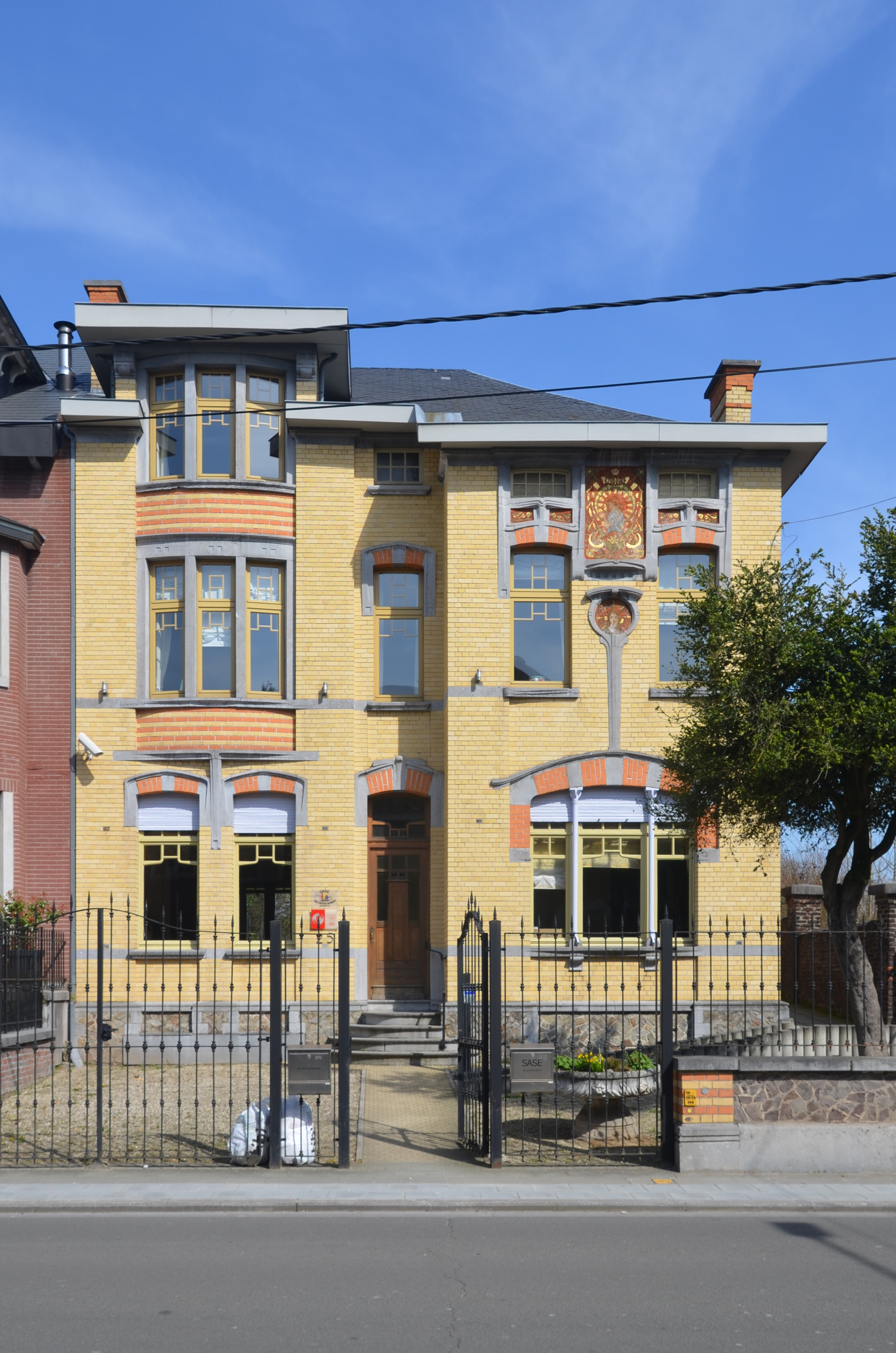
Maison Art nouveau du premier quart du XXe siècle.

- Maison Art nouveau du premier quart du XXe siècle[71].Église du Sacré-Cœur (ou du Quartier no XII). Église décanale en moellons de grès, conçue par l'architecte Joseph André en 1927-1928[72].
- Temple protestant. Construit en 1906 pour accueillir les fidèles de l'Église réformée.
- Chapelle du Sart-Saint-Nicolas. Démoli en 1875 et reconstruit en 1876, ce calvaire a été érigé dans un style identique à celui de l'ancien[73].
- Chapelle Sainte-Thérèse de Lisieux. Creusée sous l'église Saint-Martin, elle fut provisoirement bénie en 1928 et solennellement inaugurée en octobre 1930[73].
- Chapelle du Bois Marcelle, édifiée en 1959 par l'asbl Patrie-Fois-Sciences. Elle se compose d'un simple dais abritant une statue modeste de la Vierge des Pauvres de Banneux[74]. Elle se situe rue des Bruyères.
- Cité de l'Enfance, ensemble de pavillons, construits par l'architecte Marcel Leborgne en 1938. C'était un ancien orphelinat reconverti en quartier résidentiel.
- Pouponnière Le Berceau, construite de 1950 à 1955.
- Le home Joseph Cappelen, nommé d'après le directeur gérant d'Amercœur et du Bois du Cazier, était destiné à héberger les ouvriers mineurs italiens célibataires ou isolés. Il disposait de 47 chambres à 2 lits et de 13 chambres à 4 lits, offrant un total de 146 places. Inauguré le 6 janvier 1948 par le ministre Jean Duvieusart, le phalanstère du Bois du Cazier entra immédiatement en service et fonctionna de cette manière pendant de nombreuses années. Il abrite aujourd'hui un bâtiment scolaire affilié à la Haute École Provinciale de Hainaut-Condorcet[75].

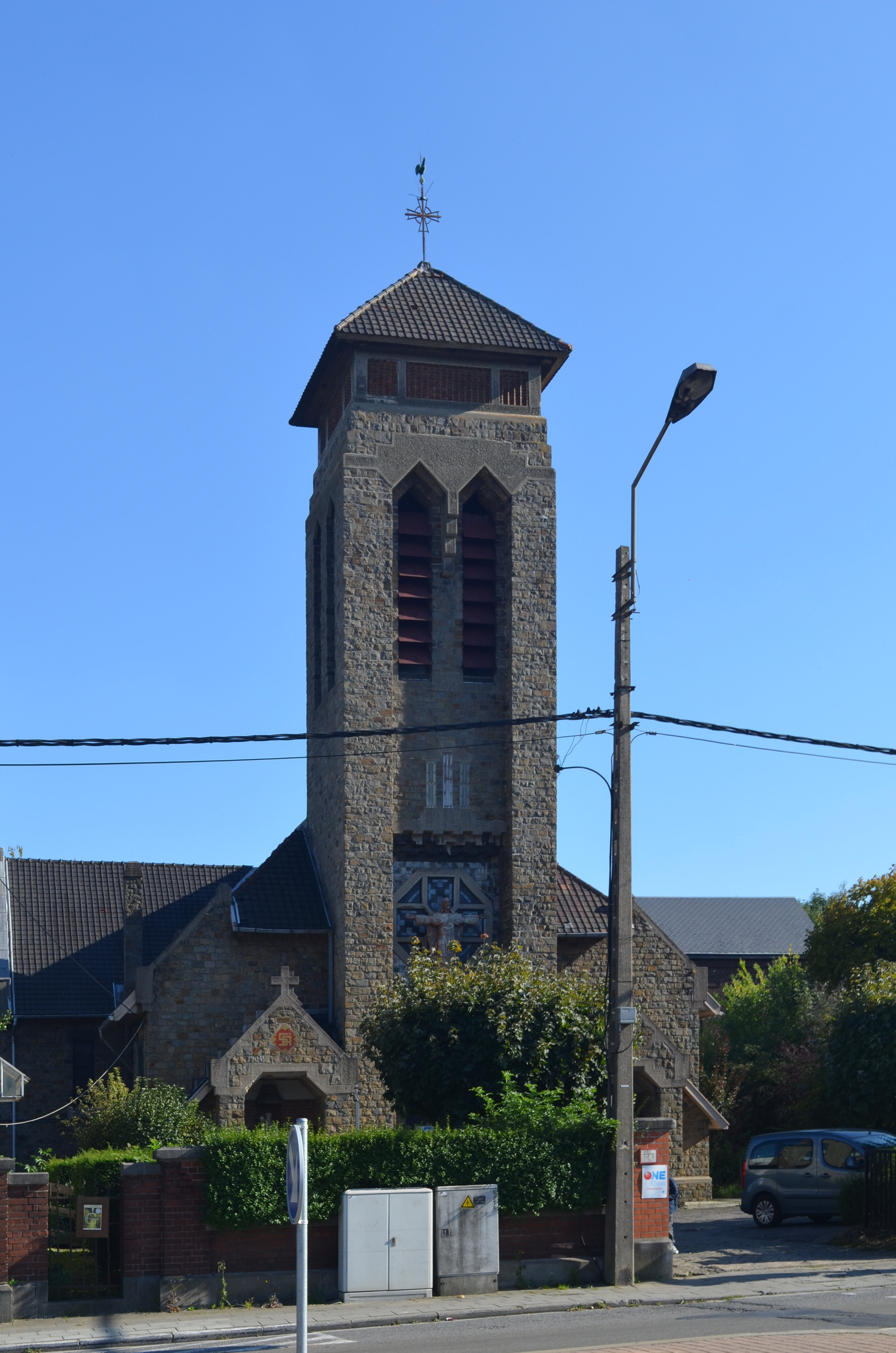
L'Église du Sacré-Cœur, de style art-déco.
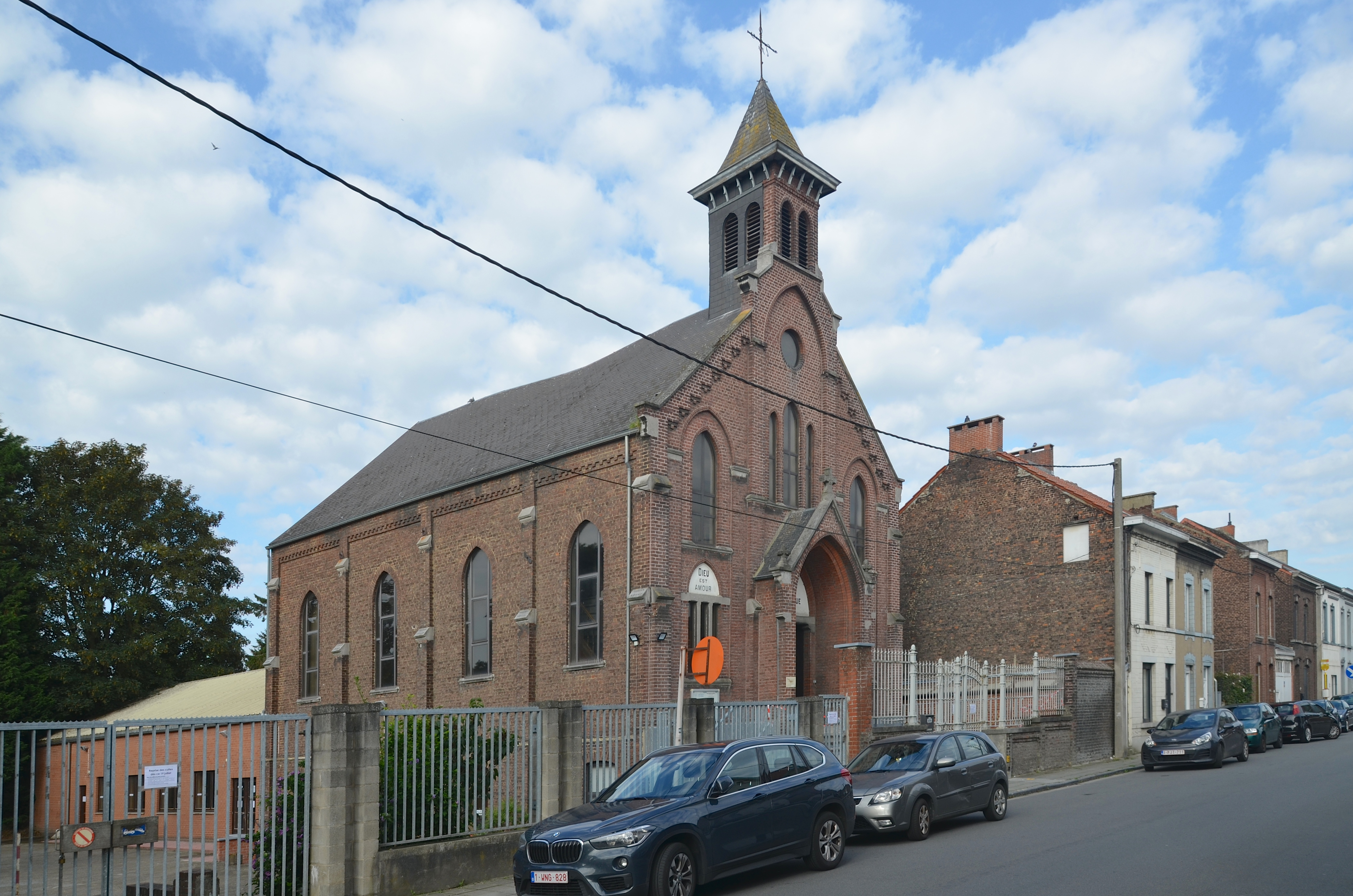
Le temple protestant.
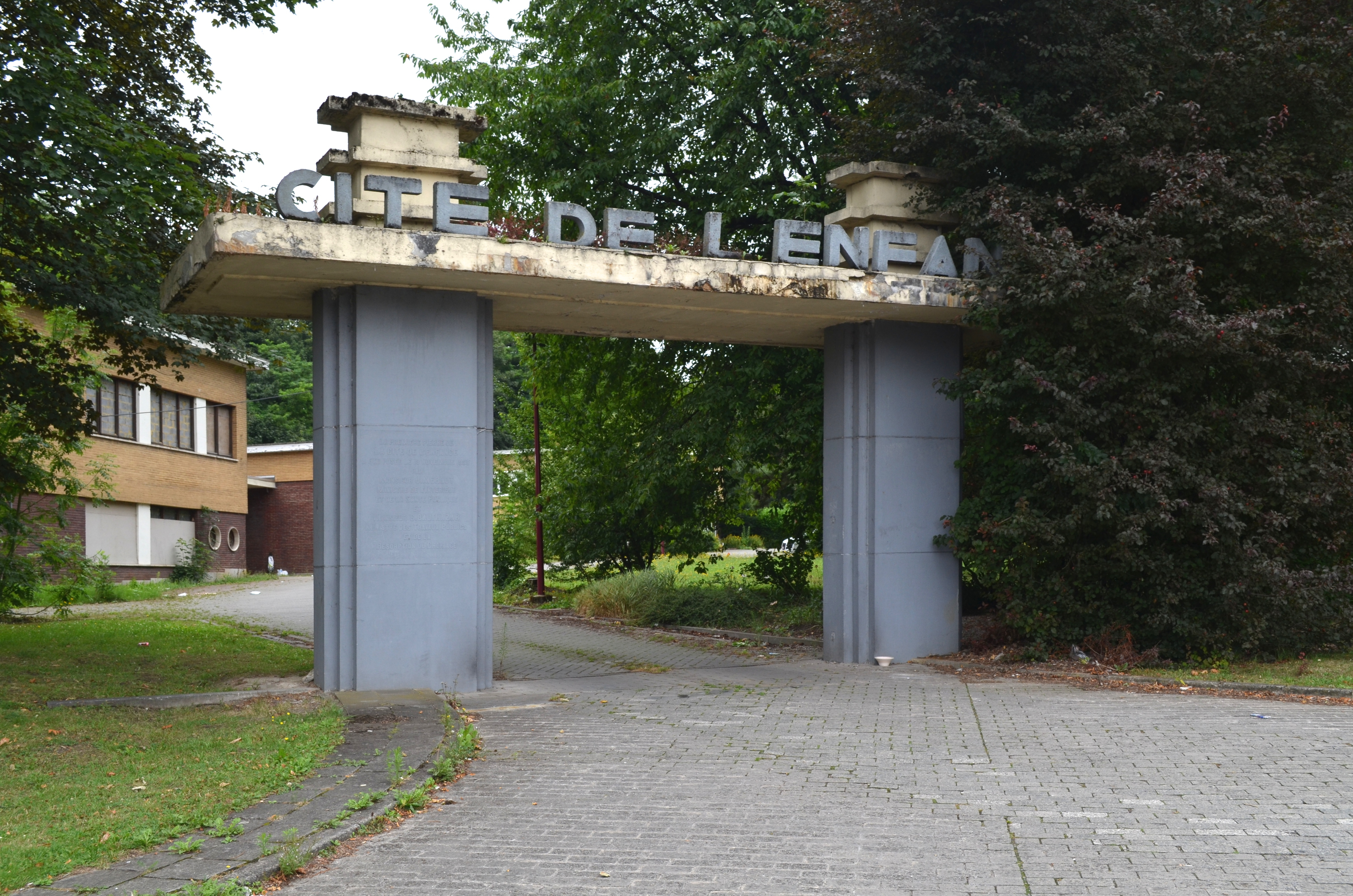
L'entrée de la Cité de l'Enfance.
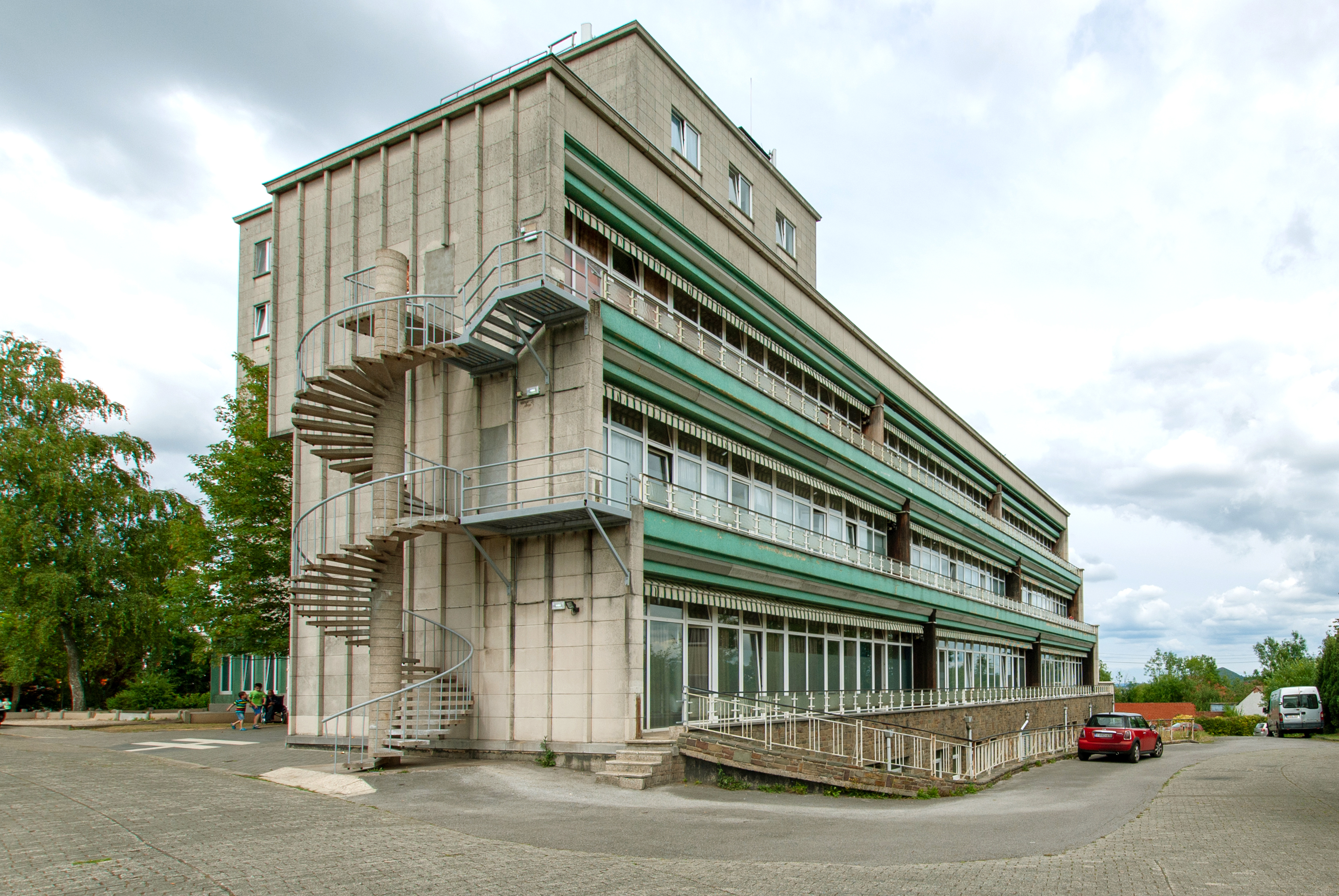
La Pouponnière "Le Berceau".
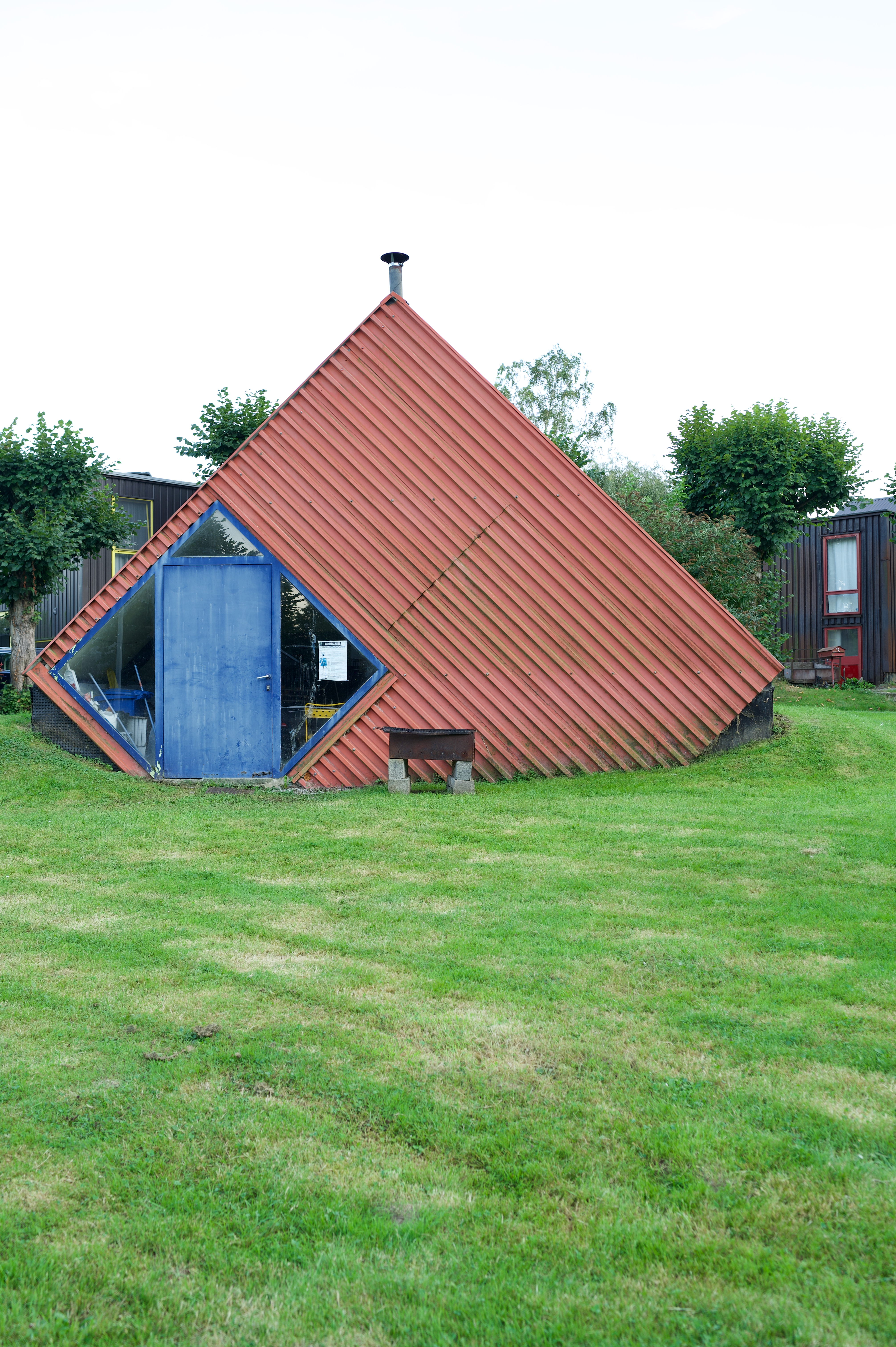
Saint-Saint-Nicolas.

#### Monuments commémoratifs
- Monument à Jules Destrée ; Situé sur la Grand-Place de Marcinelle, adossé à un muret derrière l’église romane Saint-Martin, un petit monument dédié à Jules Destrée a servi de lieu de commémorations liées au Mouvement wallon, à l’initiative de la commune de Marcinelle, dès 1950. Une autre version de ce buste, en pierre, se trouve au palais des Académies à Bruxelles, tandis qu’un troisième, en bronze, est installé dans l’un des halls du palais de Justice de Bruxelles[76].
- Monument de Paul Pastur, dans le parc près de l'hôtel de ville inaugurée en 1939.
- Monument à Jules et Édouard Cognioul, avenue Paul Pastur.
- Plaque commémorative à René Dethier, directeur de la Jeune Wallonie, avenue Marius Meurée.
- Monument aux victimes du Bois du Cazier, cimetière de Marcinelle.
- Monument au roi Albert 1er, grand-place à proximité du monument Jules Destrée.
- Mémorial aux résistants, fusillés au cours de la Seconde Guerre mondiale, au Tir national de Marcinelle-Villette.

### Culture

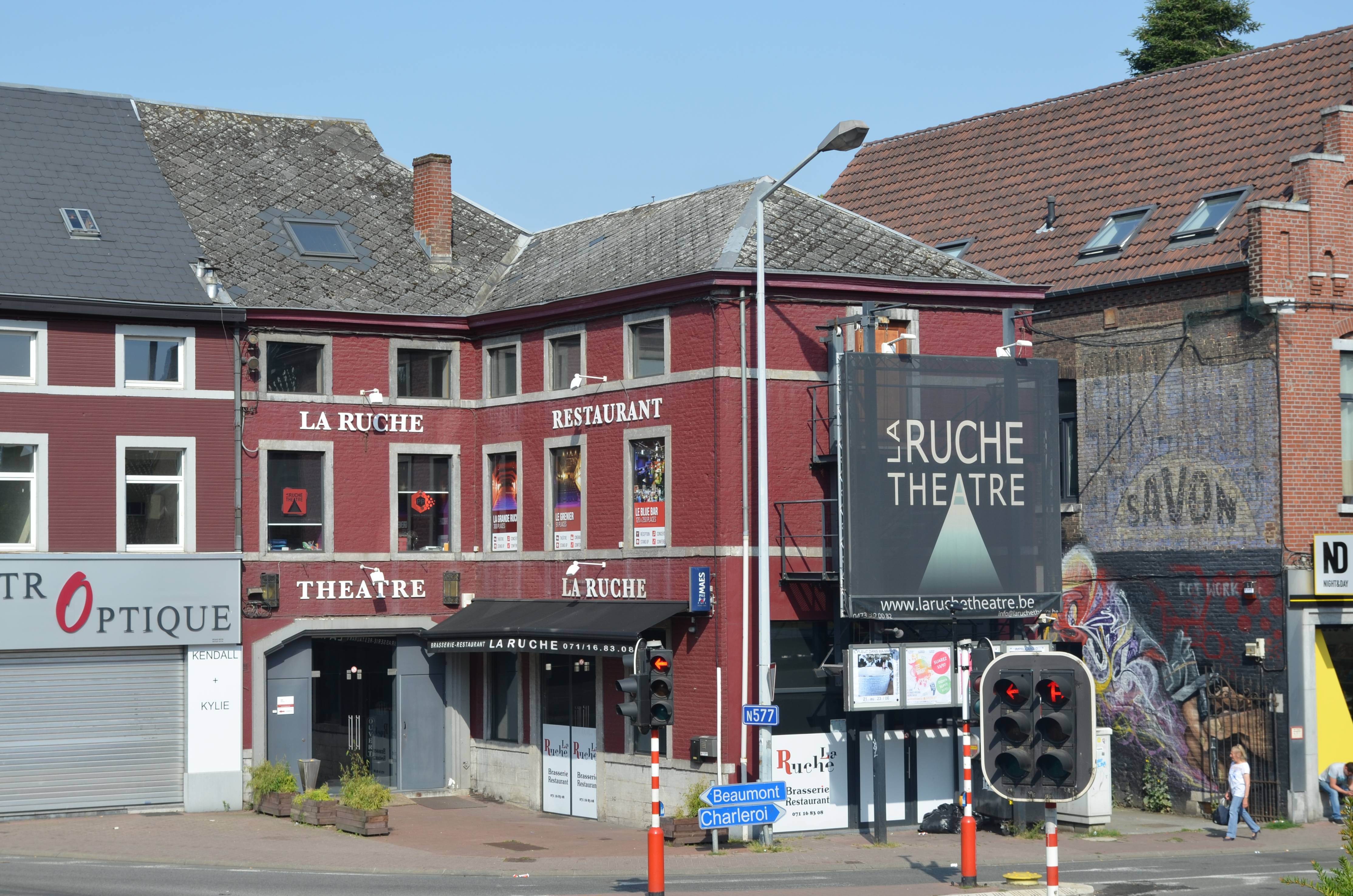
La Ruche Théâtre.

#### Théâtre
La Ruche Théâtre, avenue Marius Meurée.

#### Bibliothèque
Bibliothèque Jules Destrée, avenue Eugène Mascaux (fermé définitivement).

#### Bande dessinée: l'École de Marcinelle

Première couverture du célèbre Journal de Spirou, paru en 1938 sous la direction du dessinateur Jijé.

En bande dessinée, l'École de Marcinelle est le surnom de l'équipe de dessinateurs affiliés au « Journal de Spirou », fondé à Marcinelle par Jean Dupuis en 1938.
L'École de Marcinelle, autour du dessinateur Jijé, est adepte de l'humour et de la caricature, et d'un dessin « au trait dynamique, naïf et tout en rondeur ». Les principaux dessinateurs de ce courant sont Franquin, Morris, Will, Tillieux, Jean Roba, Jidéhem, Peyo, Gos.

#### Folklore
Marche Saint-Louis, cette marche se déroule dans le quartier des Haies le dernier dimanche d'août et marche du Sacré-Cœur, marche qui se déroule chaque mois d'octobre.

#### Musées
Le Bois du Cazier compte 3 musées : le musée du verre, le musée de l'industrie et le musée de la mine comprenant le mémorial du 8 août 1956.

## Enseignement

### Écoles dans le réseau communal de Charleroi[79]
- Belle-Vue.
- Cité-Parc.
- Hublinbu.
- Bruyère.
- Centre.
- Petite Chenevière.
- École d'Enseignement adapté « Les Cerisiers ».

### Autres écoles
- Athénée royal Jules Destrée.
- EHTM, école hotellière tourisme Marcinelle.
- Institut Médico-Pédagogique René Thône de Marcinelle.
- École du Bois Marcelle.
- École de L'Univers du Petit Prince.
- École libre du XII (Institut Saint-Joseph).
- École « Les Perles ».
- École fondamentale Saint-Martin.
- École libre de la Villette.

## Lieux publics

### Parcs
Parc de l'hôtel de ville, rue de l'Hôtel de Ville, Parc Zenobe Gramme, rue Fernand Dineur.

### Cimetière
Cimetière de Marcinelle, rue des Sarts.

## Économie

### Industries
Le nord-ouest, jouxtant Charleroi et Marchienne-au-Pont où l'on trouvait traditionnellement des industries lourdes accueille désormais également de grandes entreprises internationales de haute technologie :
- Arcelor-Mittal : aciéries ;
- Alcatel : électronique industrielle et spatiale ;
- Alstom : secteur ferroviaire ;
- Nexans : câbleries électriques.
- Aerospacelab : construction sur l'ancien site des ACEC à La Vilette de la plus grande usine de fabrication de satellites en Europe (et la troisième au niveau mondial). Le site devrait employer environ 500 personnes avec une capacité de production allant jusqu'à 500 satellites par an.

#### Charbonnages
Sous l'ancienne législation, il était établi dans la région que les richesses minérales enfouies dans le sol relevaient du domaine seigneurial. Seul le seigneur avait le droit de les extraire ou de les concéder en échange de certaines redevances fixées par des conventions. Déjà en 1251, selon l'accord entre l'abbé de Lobbes et Nicolas, évêque de Cambrai, l'autorisation d'ouvrir la terre dépendait du seigneur. Toutefois, dans certains endroits, des houillères appartenaient à la communauté, comme à Dampremy, Jumet, Châtelineau, Gilly et Auvelais. À Gilly, la communauté possédait des veines au Louvy, mises en adjudication chaque année au début de janvier. Ailleurs, comme à Auvelais, les propriétaires pouvaient exploiter les affleurements sans autorisation spéciale. Cependant, il était souvent flou de déterminer où s'arrêtaient les droits du propriétaire superficiel et où commençaient ceux du seigneur. Finalement, l'usage consacra que la houille profonde revenait au seigneur, tandis que celle en surface appartenait aux particuliers.

##### Le charbonnage du Bois du Cazier
Avant la concession du Bois de Cazier, accordée le 30 septembre 1822 à Mme la douairière Desmanet, née vicomtesse de Propper, propriétaire des bois de Cazier et de l'Hublinbu, l'exploitation des affleurements, notamment dans le Bon Bois, les bois de la Patte et de l'Hublinbu, semble avoir pris une certaine importance, comme en témoignent les excavations mentionnées.

Le 8 août 1956 un incendie dans la mine du Bois du Cazier fait 262 victimes. Le site a été récemment refondé et restauré en centre culturel et musée. Une marche funèbre porte le nom de « Marcinelle » en hommage aux victimes de cette catastrophe.

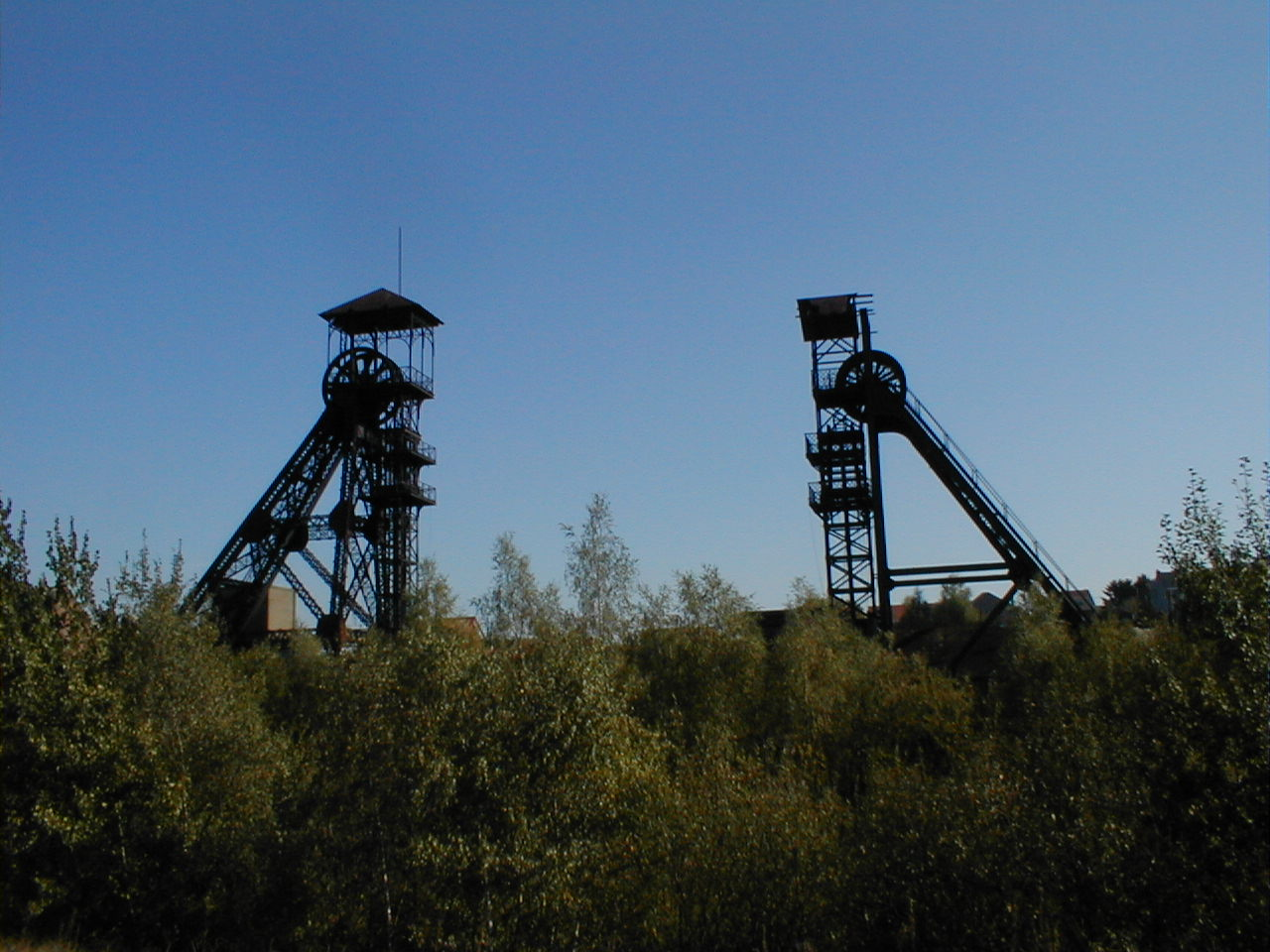
Châssis à molette du Bois du Cazier.
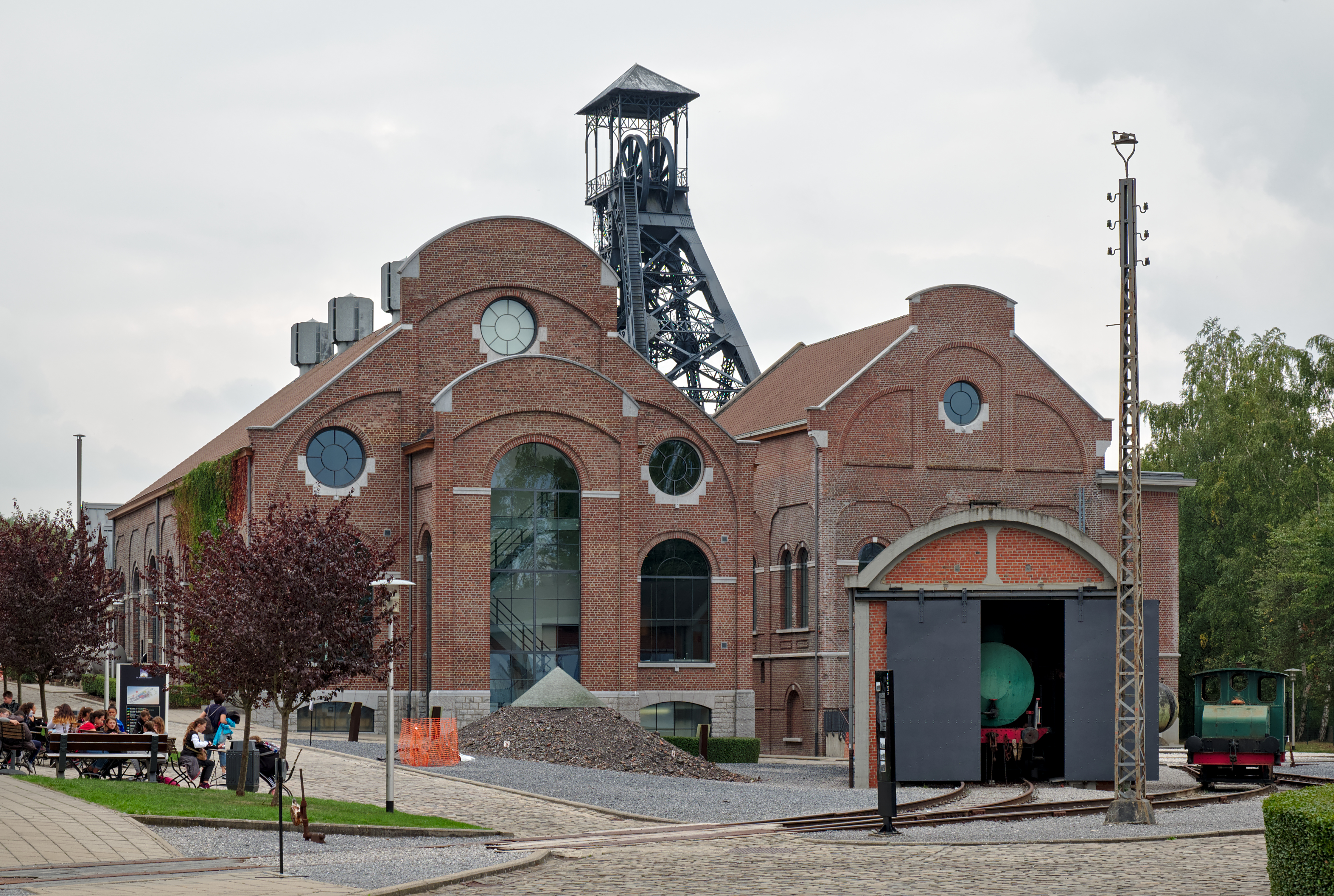
Entrée de la mine du Bois du Cazier.
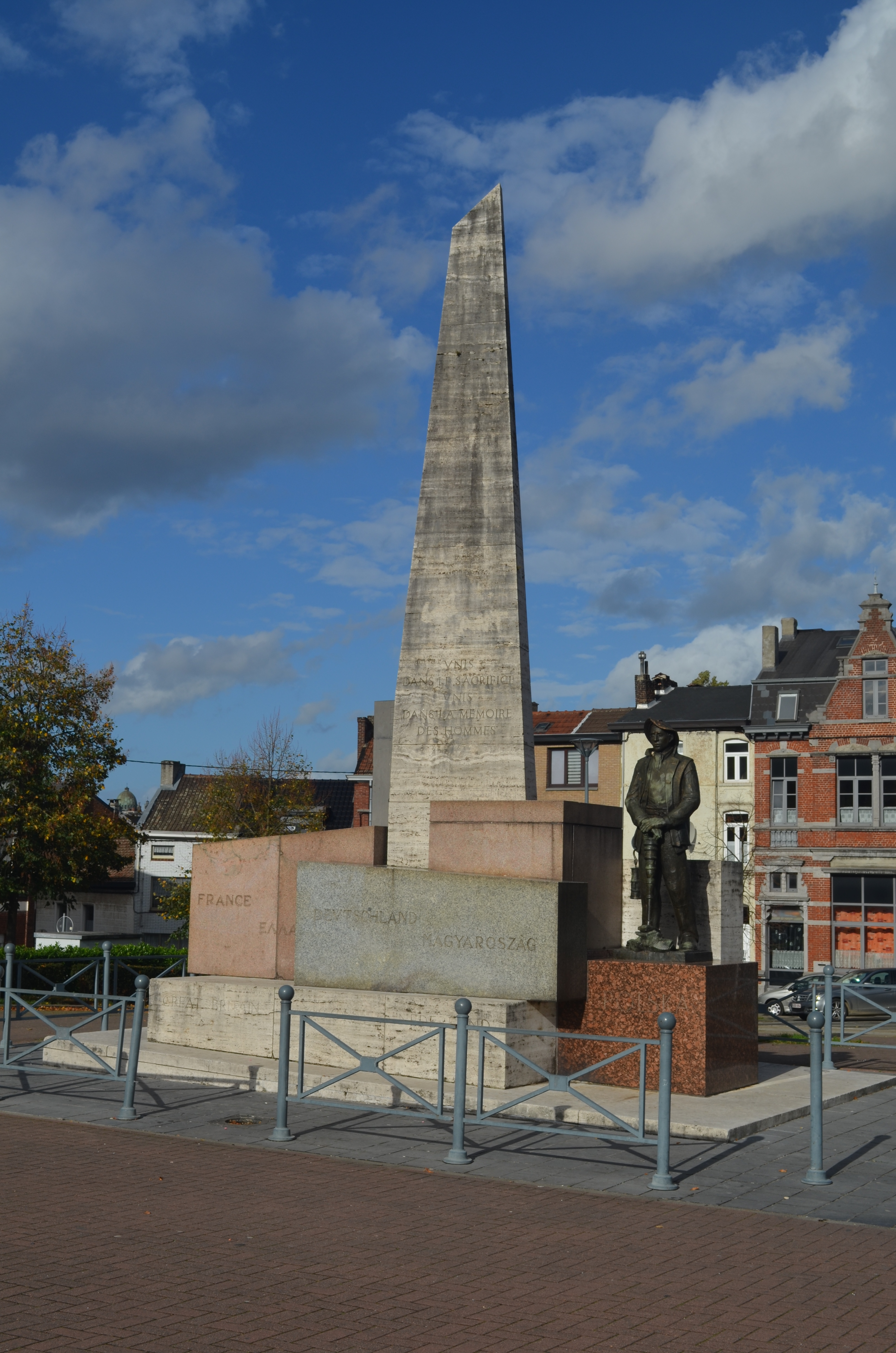
Monument international dédié aux victimes du travail érigé sur la Grand'Place de Marcinelle en 1960.

##### Les charbonnages de Marcinelle-Nord
Bien que l'exploitation de la concession de 1 681 hectares accordée aux Charbonnages de Marcinelle-Nord ait commencé après celle du Bois du Cazier, son expansion fut bien plus rapide grâce à sa fusion avec une usine métallurgique de Couillet, idéalement située à proximité des voies de communication routières, fluviales et ferroviaires. Dans ce cadre, la société minière a creusé de nombreux puits numérotés de 1 à 12 dans le sous-sol de Marcinelle. À la veille de la Première Guerre mondiale, parmi les cinq sites d'exploitation actifs de la Société des Charbonnages de Marcinelle-Nord, trois (les puits no 10, Le Cerisier, 11 et 12) étaient situés à Marcinelle, tandis que les deux autres, Péchon (no 5, puis 25) et Fiestaux (no 24), se trouvaient à Couillet. En 1921, la société, avec l'ajout de concessions dans les localités voisines, disposait d'une superficie totale de 2 300 hectares. Après sa fusion avec Monceau-Fontaine, les puits no 11 et 12 furent fermés en 1932. Le seul encore actif, le puits no 10 (Le Cerisier), cessa l'extraction de charbon en 1966.
En janvier 1912, la Société de Marcinelle-Nord déposa une demande d'extension de concession, qui ne fut approuvée qu'après la guerre, le 12 janvier 1921. Cette extension couvrait 325 ha 98 ares sous les communes de Couillet, Bouffioulx, Loverval, Acoz, Gerpinnes et Joncret, portant ainsi la superficie totale de la concession à 2 307 ha 39 ares. Une rectification des limites du Charbonnage de Cazier, le 3 octobre 1922, ajouta 9 ha 29 ares, faisant passer la superficie à 2 316 ha 68 ares.
En 1930, la Société Anonyme des Charbonnages de Marcinelle-Nord exploitait cinq puits. La division de Couillet comprenait deux sites : le no 4, Sainte-Marie des Fiestaux, et le no 5, Blanchisserie, creusé en 1910. La division de Marcinelle exploitait trois sites : les nos 11 et 12, et 10, dit Cerisier, reprenant l'exploitation de l'ancienne concession de la Réunion de Mont-sur-Marchienne. Cette année-là, l'extraction atteignit 444 500 tonnes avec 2 944 ouvriers, produisant des charbons demi-gras et trois quarts gras. Cependant, la fusion avec Monceau-Fontaine, décidée lors des assemblées générales extraordinaires des 2 et 22 décembre 1930 à Bruxelles, fut un coup dur pour l'industrie houillère de Marcinelle. Seul le puits du Cerisier, employant 370 ouvriers, resta en activité.

### Tissu économique
Marcinelle est aussi le siège des éditions Dupuis (bande dessinée).

### Transports
- Lignes de bus sont exploité par le TEC Charleroi sont : 1, 3, 13, 14, 18, 19, 20, 21, 52, 70, 71, 170, 173 et E109.

- Lignes spéciaux : Bruy[86], Ceri[87].

### Santé

#### Maisons de repos
- Maison de repos et de soins « Sart Saint-Nicolas »[88], faisant partie du CPAS de Charleroi, rue de Nalinnes.
- La Tramontagne[89], avenue Mascaux.
- Notre Foyer[90], rue Cambier Dupret.

#### Hôpital
Centre psychothérapeutique de jour Charles-Albert Frère, faisant partie du Grand Hôpital de Charleroi (GHdC), rue de Nalinnes.

## Sports, loisirs et vie associative

### Sports

#### Clubs
Football : FC Charleroi, RC Marcinelle.

#### Infrastructures
Centre sportif de Belle-Vue, rue des Monts. Terrains de football du FC Charleroi. Complexe sportif de l'Asie.

### Loisirs

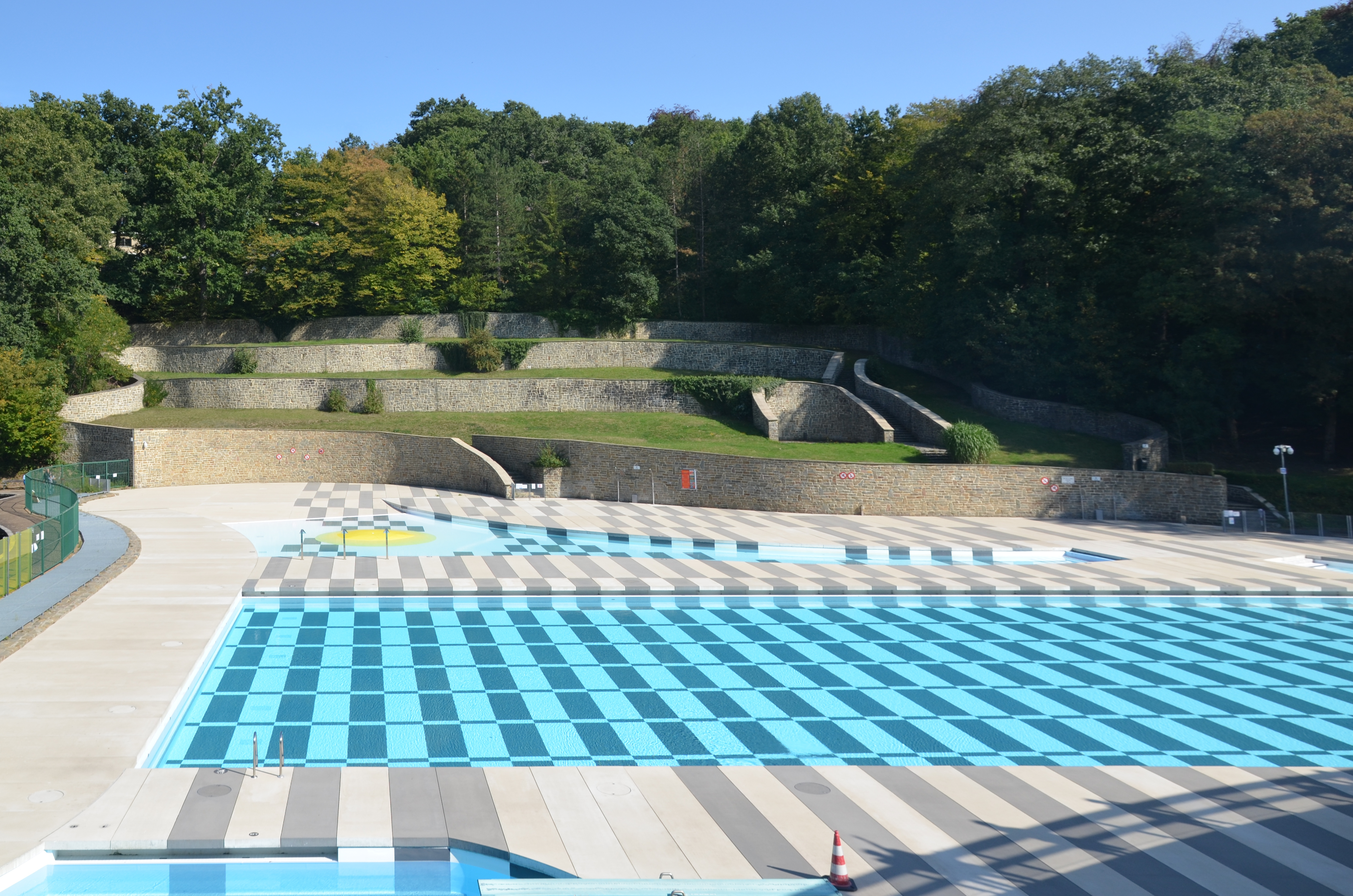
Le Centre de délassement en 2020.

Le Centre de délassement de Marcinelle est un centre de loisirs situé à cheval sur les communes de Marcinelle et Loverval, en Belgique. Il est entouré d'un domaine boisé de 150 ha parsemé de nombreux sentiers. Il comprend une piscine à ciel ouvert, des courts de tennis, un mini-golf, un parcours sportif et accrobranche, une plaine de jeux et des étangs. Il attire de nombreuses familles en été. Sur les courts de tennis, se dispute chaque année à la fin mai-début juin l'Astrid Bowl Charleroi, tournoi international de tennis pour juniors (masculin et féminin) sur terre battue (Astrid Bowl). Parmi les compétiteurs, l'on trouve d'anciennes futures vedettes internationales telles que Martina Navratilova, Justine Henin, Roger Federer et Gustavo Kuerten.
La localité comporte encore de nombreux terrils, témoins d'un important passé minier, qui, verdurisés, sont devenus des lieux de promenade. En particulier, le terril Saint-Charles no 2 (à côté de l'ancien charbonnage du Bois du Cazier) est aujourd'hui classé comme site de grand intérêt biologique (SGIB) à cause des nombreuses espèces végétales et animales qu'on y retrouve. Il présente des pentes presque entièrement boisées et un sommet sur lequel se dresse une terrasse panoramique culminant à 240 m. On y accède à partir du site et des musées du Bois du Cazier. On compte également quatre autres terrils : du Siège Saint-Charles (à 172 m), du Cerisier (à 212 m), des Hauchies (à 213 m) et des Hiercheuses (à 220 m) qui constituent autant d'ascensions offrant un panorama sur la région de Charleroi.

### Vie associative

#### Jumelage
| Ville | Ville      | Pays | Pays      | Période     |
| ----- | ---------- | ---- | --------- | ----------- |
|       | Hirson     |      | France    | depuis 1958 |
|       | Manoppello |      | Italie    | depuis 2001 |
|       | Schramberg |      | Allemagne | depuis 1958 |

## Personnalités
- Fernand Carette (1921-2005), artiste peintre né à Marcinelle ;
- Jules Destrée (1863-1936), homme politique belge et avocat né à Marcinelle ;
- Jacques Duquesne (1940-2023), footballeur belge ;
- Angelo Galvan (1920-1988), sauveteur lors de la catastrophe du Bois du Cazier ;
- Lucien Harmegnies (1916-1994), ministre, dernier bourgmestre de Marcinelle et premier du grand Charleroi en 1977 ;
- Paul Pastur (1866-1938), député permanent de la province de Hainaut, il est le fondateur de l'enseignement provincial du Hainaut ;
- Alfred Servais (1890-1943), chef de la résistance carolorégienne fusillé par les Allemands au Tir national de Marcinelle.
- Georges Salmon (1878-1918), médaillé d'or à l'épée par équipe aux Jeux olympiques de 1912 à Stockholm.